# Canada aux Jeux olympiques d'été de 2020
Le Canada participe initialement aux Jeux olympiques de 2020 à Tokyo au Japon. Il s'agit de sa 27e participation aux Jeux d'été.
Avant le report officiel en raison de la pandémie de Covid-19, le Comité olympique canadien et le Comité paralympique canadien prennent la décision de ne pas aller à Tokyo à l'été 2020. À la suite de l'annonce du report, le COC et le CPC ont publié une déclaration qui dit, en partie, qu'Équipe Canada « relèvera le défi de montrer ce qu'il y a de mieux sur la scène internationale », sans dire explicitement si les athlètes canadiens participeront aux jeux.
Le Comité international olympique autorise à partir de ces Jeux à ce que les délégations présentent deux porte-drapeaux, une femme et un homme, pour la cérémonie d'ouverture. La joueuse de basket-ball Miranda Ayim et le joueur de rugby à sept Nathan Hirayama sont nommés par le Comité olympique canadien le 19 juillet 2021.

## Médaillés
| Sport              | Discipline                    | Athlète(s) | Performance                       | Date       |
| ------------------ | ----------------------------- | --- | --------------------------------- | ---------- |
| Natation           | 100 m papillon féminin        | Margaret MacNeil | 55 s 59 (AM)                      | 26 juillet |
| Haltérophilie      | Moins de 64 kg femmes         | Maude Charron | 236 kg                            | 27 juillet |
| Aviron             | Huit féminin                  | Lisa Roman Kasia Gruchalla-Wesierski Christine Roper Andrea Proske Susanne Grainger Madison Mailey Sydney Payne Avalon Wasteneys Kristen Kit | 5 min 59 s 13                     | 30 juillet |
| Athlétisme         | 200 mètres masculin           | Andre De Grasse | 19 s 62 (NR)                      | 4 août     |
| Athlétisme         | Décathlon                     | Damian Warner | 9 018 points (OR)                 | 5 août     |
| Football           | Tournoi féminin               | Janine Beckie Kadeisha Buchanan Gabrielle Carle Jessie Fleming Vanessa Gilles Julia Grosso Jordyn Huitema Stephanie Labbé Ashley Lawrence Adriana Leon Erin McLeod Nichelle Prince Quinn Jayde Riviere Deanne Rose Sophie Schmidt Desiree Scott Kailen Sheridan Christine Sinclair Évelyne Viens Shelina Zadorsky | Suède Victoire 1-1 (3-2 t. a. b.) | 6 août     |
| Cyclisme sur piste | Vitesse individuelle féminine | Kelsey Mitchell | Olena Starikova Victoire 2-0      | 6 août     |

| Sport       | Discipline                              | Athlète(s)                                                              | Performance        | Date       |
| ----------- | --------------------------------------- | ----------------------------------------------------------------------- | ------------------ | ---------- |
| Natation    | Relais 4 × 100 m nage libre féminin     | Kayla Sanchez Margaret MacNeil Taylor Ruck Rebecca Smith Penny Oleksiak | 3 min 29 s 69 (WR) | 25 juillet |
| Natation    | 100 m dos féminin                       | Kylie Masse                                                             | 57 s 72            | 27 juillet |
| Natation    | 200 m dos féminin                       | Kylie Masse                                                             | 2 min 5 s 42 (NR)  | 31 juillet |
| Plongeon    | Tremplin à 3 mètres synchronisé féminin | Jennifer Abel Mélissa Citrini-Beaulieu                                  | 300,78 points      | 25 juillet |
| Canoë-kayak | C1 200 mètres femmes                    | Laurence Vincent-Lapointe                                               | 46 s 786           | 4 août     |
| Athlétisme  | 5 000 mètres masculin                   | Mohammed Ahmed                                                          | 12 min 58 s 61     | 6 août     |
| Athlétisme  | Relais 4 × 100 m masculin               | Jerome Blake Aaron Brown Andre De Grasse Brendon Rodney                 | 37 s 70            | 6 août     |

| Sport              | Discipline                       | Athlète(s) | Performance                       | Date       |
| ------------------ | -------------------------------- | --- | --------------------------------- | ---------- |
| Judo               | Moins de 57 kg femmes            | Jessica Klimkait | Kaja Kajzer Victoire 01-00        | 26 juillet |
| Judo               | Moins de 63 kg femmes            | Catherine Beauchemin-Pinard | Anriquelis Barrios Victoire 01-00 | 7 août     |
| Softball           | -                                | Jenna Caira Emma Entzminger Larissa Franklin Jennifer Gilbert Sara Groenewegen Kelsey Harshman Victoria Hayward Danielle Lawrie Janet Leung Joey Lye Erika Polidori Kaleigh Rafter Lauren Regula Jennifer Salling Natalie Wideman | Mexique Victoire 3-2              | 27 juillet |
| Natation           | 200 m nage libre féminin         | Penny Oleksiak | 1 min 54 s 70                     | 28 juillet |
| Natation           | Relais 4 × 100 m 4 nages féminin | Kylie Masse Sydney Pickrem Margaret MacNeil Penny Oleksiak | 3 min 52 s 60                     | 1er août   |
| Aviron             | Deux sans barreur féminin        | Caileigh Filmer Hillary Janssens | 6 min 52 s 10                     | 29 juillet |
| Athlétisme         | 100 m masculin                   | Andre De Grasse | 9 s 89                            | 1er août   |
| Athlétisme         | 50 km marche                     | Evan Dunfee | 3 h 50 min 59 s                   | 6 août     |
| Cyclisme sur piste | Keirin féminin                   | Lauriane Genest | +0,148                            | 5 août     |
| Canoë-kayak        | C2 500 mètres femmes             | Katie Vincent Laurence Vincent-Lapointe | 1 min 59 s 041                    | 7 août     |

| Sport         |   |   |    | Total |
| ------------- | - | - | -- | ----- |
| Athlétisme    | 2 | 2 | 2  | 6     |
| Aviron        | 1 | 0 | 1  | 2     |
| Canoë-kayak   | 0 | 1 | 1  | 2     |
| Cyclisme      | 1 | 0 | 1  | 2     |
| Football      | 1 | 0 | 0  | 1     |
| Haltérophilie | 1 | 0 | 0  | 1     |
| Judo          | 0 | 0 | 2  | 2     |
| Natation      | 1 | 3 | 2  | 6     |
| Plongeon      | 0 | 1 | 0  | 1     |
| Softball      | 0 | 0 | 1  | 1     |
| Total         | 7 | 7 | 10 | 24    |

| Jour       |   |   |    | Total |
| ---------- | - | - | -- | ----- |
| 25 juillet | 0 | 2 | 0  | 2     |
| 26 juillet | 1 | 0 | 1  | 2     |
| 27 juillet | 1 | 1 | 2  | 3     |
| 28 juillet | 0 | 0 | 1  | 1     |
| 29 juillet | 0 | 0 | 0  | 1     |
| 30 juillet | 1 | 0 | 0  | 1     |
| 31 juillet | 0 | 1 | 0  | 1     |
| 1er août   | 0 | 0 | 2  | 2     |
| 4 août     | 1 | 1 | 0  | 2     |
| 5 août     | 1 | 0 | 1  | 2     |
| 6 août     | 1 | 2 | 1  | 4     |
| 7 août     | 0 | 0 | 1  | 1     |
| 8 août     | 1 | 0 | 0  | 1     |
| Total      | 7 | 7 | 10 | 24    |

| Sexe   |   |   |    | Total |
| ------ | - | - | -- | ----- |
| Femmes | 5 | 5 | 8  | 18    |
| Hommes | 2 | 2 | 2  | 6     |
| Total  | 7 | 7 | 10 | 24    |

## Athlètes engagés
| Sport                 | Hommes | Femmes | Total |
| --------------------- | ------ | ------ | ----- |
| Athlétisme            | 24     | 33     | 57    |
| Aviron                | 9      | 20     | 29    |
| Badminton             | 4      | 4      | 8     |
| Basket-ball           | 0      | 12     | 12    |
| Boxe                  | 1      | 4      | 5     |
| Canoë-kayak           | 10     | 8      | 18    |
| Cyclisme              | 11     | 13     | 24    |
| Équitation            | 2      | 4      | 6     |
| Escalade              | 1      | 1      | 2     |
| Escrime               | 6      | 5      | 11    |
| Football              | 0      | 22     | 22    |
| Golf                  | 2      | 2      | 4     |
| Gymnastique           | 1      | 6      | 7     |
| Haltérophilie         | 1      | 4      | 5     |
| Hockey sur gazon      | 16     | 0      | 16    |
| Judo                  | 3      | 3      | 6     |
| Karaté                | 1      | 0      | 1     |
| Lutte                 | 2      | 2      | 4     |
| Natation              | 10     | 16     | 26    |
| Natation synchronisée | -      | 8      | 8     |
| Plongeon              | 4      | 6      | 10    |
| Rugby à sept          | 13     | 13     | 26    |
| Skateboard            | 3      | 1      | 4     |
| Softball              | -      | 15     | 15    |
| Taekwondo             | 0      | 2      | 2     |
| Tennis                | 1      | 3      | 4     |
| Tennis de table       | 2      | 1      | 3     |
| Tir                   | 0      | 1      | 1     |
| Tir à l'arc           | 1      | 1      | 2     |
| Triathlon             | 3      | 2      | 5     |
| Voile                 | 5      | 4      | 9     |
| Volley-ball           | 12     | 4      | 16    |
| Water-polo            | 0      | 13     | 13    |
| Total                 | 148    | 233    | 381   |

## Résultats

### Athlétisme

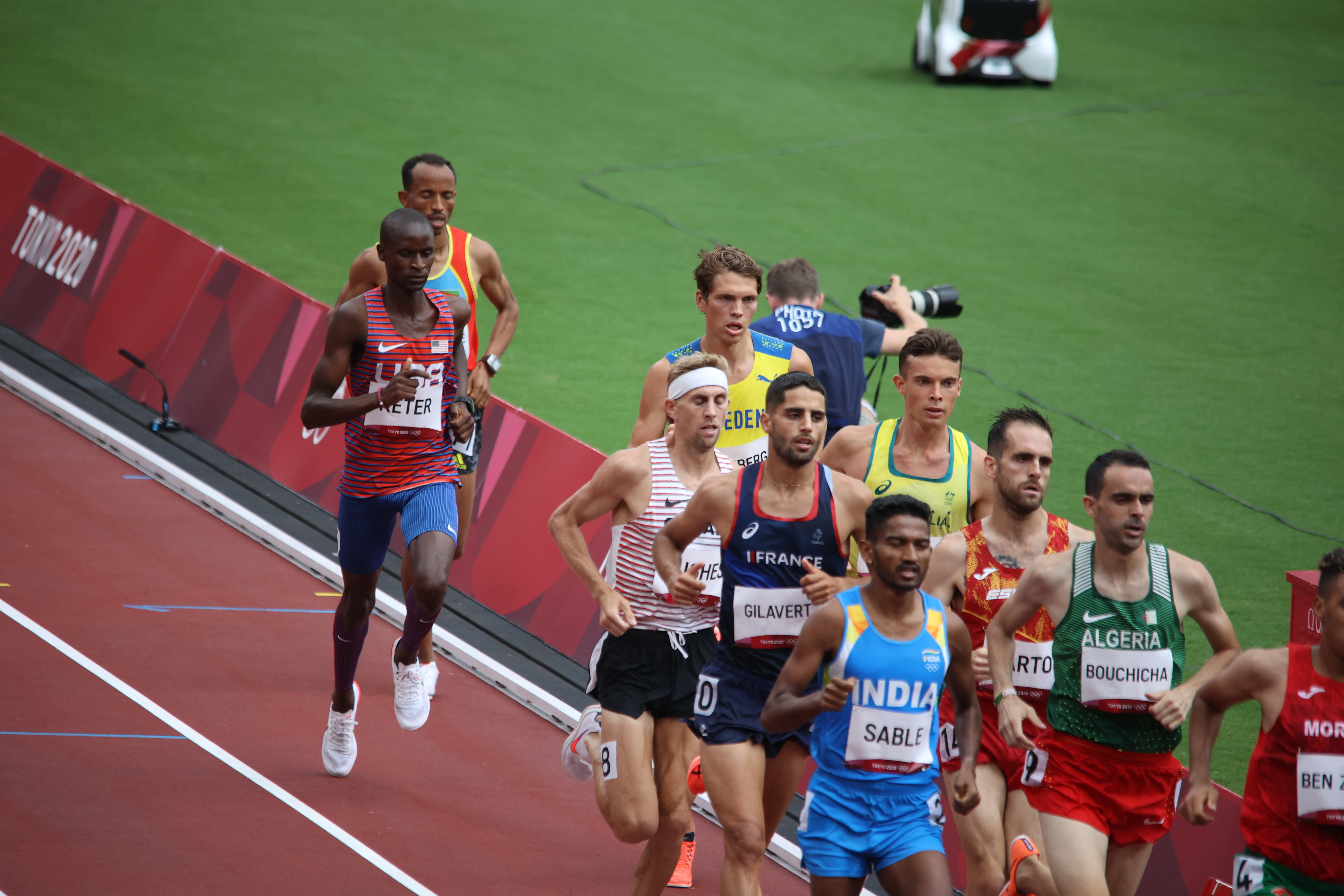
Matthew Hughes (bandeau blanc) pendant les séries du 3000 m steeple masculin.

| Athlète                                                  | Épreuve                   | Série            | Série       | Demi-finale   | Demi-finale | Finale           | Finale                              |
| Athlète                                                  | Épreuve                   | Temps            | Rang        | Temps         | Rang        | Temps            | Rang                                |
| -------------------------------------------------------- | ------------------------- | ---------------- | ----------- | ------------- | ----------- | ---------------- | ----------------------------------- |
| Bismark Boateng                                          | 100 m masculin            | 10 s 47          | 8e          | Éliminé       | Éliminé     | Éliminé          | Éliminé                             |
| Gavin Smellie                                            | 100 m masculin            | 10 s 44          | 8e          | Éliminé       | Éliminé     | Éliminé          | Éliminé                             |
| Andre De Grasse                                          | 100 m masculin            | 9 s 91           | 1er         | 9 s 98        | 2e          | 9 s 89           | Médaille de bronze, Jeux olympiques |
| Andre De Grasse                                          | 200 m masculin            | 20 s 56          | 3e          | 19 s 73       | 1er         | 19 s 62 NR       | Médaille d'or, Jeux olympiques      |
| Aaron Brown                                              | 200 m masculin            | 20 s 38          | 1er         | 19 s 99       | 1er         | 20 s 20          | 6e                                  |
| Brendon Rodney                                           | 200 m masculin            | 2 s 60           | 6e          | Éliminé       | Éliminé     | Éliminé          | Éliminé                             |
| Marco Arop                                               | 800 m masculin            | 1 min 45 s 26    | 1er         | 1 min 44 s 90 | 7e          | Éliminé          | Éliminé                             |
| Brandon McBride                                          | 800 m masculin            | 1 min 46 s 32    | 6e          | Éliminé       | Éliminé     | Éliminé          | Éliminé                             |
| Lucas Bruchet                                            | 5 000 m masculin          | 13 min 44 s 8    | 13e         | Non disputé   | Non disputé | Éliminé          | Éliminé                             |
| Justyn Knight                                            | 5 000 m masculin          | 13 min 30 s 22   | 3e          | Non disputé   | Non disputé | 13 min 4 s 38    | 7e                                  |
| Mohammed Ahmed                                           | 5 000 m masculin          | 13 min 38 s 96   | 2e          | Non disputé   | Non disputé | 12 min 58 s 61   | Médaille d'argent, Jeux olympiques  |
| Mohammed Ahmed                                           | 10 000 m masculin         | Non disputé      | Non disputé | Non disputé   | Non disputé | 27 min 47 s 76   | 6e                                  |
| John Gay                                                 | 3 000 m steeple masculin  | 8 min 16 s 99    | 6e          | Non disputé   | Non disputé | 8 min 35 s 41    | 15e                                 |
| Matthew Hughes                                           | 3 000 m steeple masculin  | 8 min 13 s 56    | 4e          | Non disputé   | Non disputé | 8 min 16 s 3     | 6e                                  |
| Trevor Hofbauer                                          | Marathon masculin         | Non disputé      | Non disputé | Non disputé   | Non disputé | 2 h 19 min 57 s  | 48e                                 |
| Cameron Levins                                           | Marathon masculin         | Non disputé      | Non disputé | Non disputé   | Non disputé | 2 h 28 min 43 s  | 72e                                 |
| Ben Preisner                                             | Marathon masculin         | Non disputé      | Non disputé | Non disputé   | Non disputé | 1 h 19 min 27 s  | 46e                                 |
| Mathieu Bilodeau                                         | 50 km marche              | Non disputé      | Non disputé | Non disputé   | Non disputé | 4 h 20 min 36 s  | 45e                                 |
| Evan Dunfee                                              | 50 km marche              | Non disputé      | Non disputé | Non disputé   | Non disputé | 3 h 50 min 59 s  | Médaille de bronze, Jeux olympiques |
| Jerome Blake Aaron Brown Andre De Grasse Brendon Rodney  | Relais 4 × 100 m masculin | 37 s 92          | 2e          | Non disputé   | Non disputé | 37 s 70          | Médaille de bronze, Jeux olympiques |
| Khamica Bingham                                          | 100 m féminin             | 11 s 21          | 4e          | 11 s 22       | 5e          | Éliminée         | Éliminée                            |
| Crystal Emmanuel                                         | 100 m féminin             | 11 s 18          | 3e          | 11 s 21       | 6e          | Éliminée         | Éliminée                            |
| Crystal Emmanuel                                         | 200 m féminin             | 22 s 74          | 1re         | 23 s 5        | 6e          | Éliminée         | Éliminée                            |
| Kyra Constantine                                         | 400 m féminin             | 51 s 69          | 5e          | 51 s 22       | 5e          | Éliminée         | Éliminée                            |
| Natassha McDonald                                        | 400 m féminin             | 53 s 54          | 7e          | Éliminée      | Éliminée    | Éliminée         | Éliminée                            |
| Melissa Bishop                                           | 800 m féminin             | 2 min 2 s 11     | 4e          | Éliminée      | Éliminée    | Éliminée         | Éliminée                            |
| Lindsey Butterworth                                      | 800 m féminin             | 2 min 2 s 45     | 5e          | Éliminée      | Éliminée    | Éliminée         | Éliminée                            |
| Madeleine Kelly                                          | 800 m féminin             | 2 min 2 s 39     | 5e          | Éliminée      | Éliminée    | Éliminée         | Éliminée                            |
| Gabriela Debues-Stafford                                 | 1 500 m féminin           | 4 min 3 s 70     | 1re         | 3 min 58 s 28 | 3e          | 3 min 58 s 93    | 5e                                  |
| Natalia Hawthorn                                         | 1 500 m féminin           | 4 min 8 s 4      | 10e         | Éliminée      | Éliminée    | Éliminée         | Éliminée                            |
| Lucia Stafford                                           | 1 500 m féminin           | 4 min 3 s 52     | 7e          | 4 min 2 s 12  | 6e          | Éliminée         | Éliminée                            |
| Andrea Seccafien                                         | 5 000 m féminin           | 14 min 59 s 55   | 10e         | Non disputé   | Non disputé | 15 min 12 s 9    | 15e                                 |
| Julie-Anne Staehli                                       | 5 000 m féminin           | 15 min 33 s 39   | 17e         | Non disputé   | Non disputé | Éliminée         | Éliminée                            |
| Kate Van Buskirk                                         | 5 000 m féminin           | 15 min 14 s 96   | 14e         | Non disputé   | Non disputé | Éliminée         | Éliminée                            |
| Andrea Seccafien                                         | 10 000 m féminin          | Non disputé      | Non disputé | Non disputé   | Non disputé | 31 min 36 s 36   | 14e                                 |
| Noelle Montcalm                                          | 400 m haies féminin       | 55 s 85          | 6e          | Éliminée      | Éliminée    | Éliminée         | Éliminée                            |
| Sage Watson                                              | 400 m haies féminin       | 55 s 54          | 4e          | 55 s 51       | 5e          | Éliminée         | Éliminée                            |
| Alycia Butterworth                                       | 3 000 m steeple féminin   | 9 min 34 s 25    | 10e         | Non disputé   | Non disputé | Éliminée         | Éliminée                            |
| Geneviève Lalonde                                        | 3 000 m steeple féminin   | 9 min 22 s 64 NR | 4e          | Non disputé   | Non disputé | 9 min 22 s 40 NR | 11e                                 |
| Regan Yee                                                | 3 000 m steeple féminin   | 9 min 41 s 14    | 8e          | Non disputé   | Non disputé | Éliminée         | Éliminée                            |
| Malindi Elmore                                           | Marathon féminin          | Non disputé      | Non disputé | Non disputé   | Non disputé | 2 h 30 min 59 s  | 9e                                  |
| Dayna Pidhoresky                                         | Marathon féminin          | Non disputé      | Non disputé | Non disputé   | Non disputé | 3 h 3 min 10 s   | 73e                                 |
| Natasha Wodak                                            | Marathon féminin          | Non disputé      | Non disputé | Non disputé   | Non disputé | 2 h 31 min 41 s  | 13e                                 |
| Alicia Brown Kyra Constantine Madeline Price Sage Watson | Relais 4 x 400 m féminin  | 3 min 24 s 5     | 5e          | Non disputé   | Non disputé | 3 min 21 s 84    | 4e                                  |

| Athlètes          | Épreuve                   | Qualification | Qualification | Finale      | Finale   |
| Athlètes          | Épreuve                   | Performance   | Rang          | Performance | Rang     |
| ----------------- | ------------------------- | ------------- | ------------- | ----------- | -------- |
| Django Lovett     | Saut en hauteur masculin  | 2,28 m        | 1er           | 2,30 m      | 8e       |
| Michael Mason     | Saut en hauteur masculin  | 2,25 m        | 14e           | Éliminé     | Éliminé  |
| Tim Nedow         | Lancer du poids masculin  | 19,42 m       | 16e           | Éliminé     | Éliminé  |
| Christabel Nettey | Saut en longueur féminin  | 6,29 m        | 22e           | Éliminée    | Éliminée |
| Anicka Newell     | Saut à la perche féminin  | 4,55 m        | 1re           | NM          | -        |
| Alysha Newman     | Saut à la perche féminin  | NM            | -             | Éliminée    | Éliminée |
| Brittany Crew     | Lancer de poids féminin   | NM            | -             | Éliminée    | Éliminée |
| Sarah Mitton      | Lancer de poids féminin   | 16,62 m       | 27e           | Éliminée    | Éliminée |
| Elizabeth Gleadle | Lancer du javelot féminin | 58,19 m       | 23e           | Éliminée    | Éliminée |
| Camryn Rogers     | Lancer du marteau féminin | 73,97 m       | 2e            | 74,35 m     | 5e       |
| Jillian Weir      | Lancer du marteau féminin | 68,38 m       | 11e           | Éliminée    | Éliminée |

| Athlète       | Épreuve  | 100 m   | SL     | LP      | SH     | 400 m   | 110 H   | LD      | SP     | LJ      | 1 500 m       | Total    | Rang                           |
| ------------- | -------- | ------- | ------ | ------- | ------ | ------- | ------- | ------- | ------ | ------- | ------------- | -------- | ------------------------------ |
| Pierce Lepage | Résultat | 10 s 43 | 7,65 m | 15,31 m | 1,99 m | 46 s 92 | 14 s 39 | 47,14 m | 5,00 m | 57,24 m | 4 min 31 s 85 | 8 604    | 5e                             |
| Pierce Lepage | Points   | 992     | 972    | 809     | 794    | 962     | 925     | 811     | 910    | 696     | 733           | 8 604    | 5e                             |
| Damian Warner | Résultat | 10 s 12 | 8,24 m | 14,80 m | 2,02 m | 47 s 48 | 13 s 46 | 48,67 m | 4,90 m | 63,44 m | 4 min 31 s 8  | 9 018 OR | Médaille d'or, Jeux olympiques |
| Damian Warner | Points   | 1 066   | 1 123  | 777     | 822    | 934     | 1 045   | 843     | 880    | 790     | 738           | 9 018 OR | Médaille d'or, Jeux olympiques |

| Athlète           | Épreuve  | 100 H   | SH     | LP      | 200 m   | SL     | LJ      | 800 m         | Total | Rang |
| ----------------- | -------- | ------- | ------ | ------- | ------- | ------ | ------- | ------------- | ----- | ---- |
| Georgia Ellenwood | Résultat | 13 s 47 | 1,83 m | 12,39 m | 24 s 51 | 5,86 m | 63,44 m | 2 min 19 s 21 | 6 077 | 20e  |
| Georgia Ellenwood | Points   | 1 055   | 1 016  | 687     | 932     | 807    | 790     | 834           | 6 077 | 20e  |

### Aviron
| Athlète | Compétition                          | Séries        | Séries | Repêchages    | Repêchages  | Quarts de finale | Quarts de finale | Demi-finales                  | Demi-finales | Finale                 | Finale                              |
| Athlète | Compétition                          | Temps         | Rang   | Temps         | Rang        | Temps            | Rang             | Temps                         | Rang         | Temps                  | Rang                                |
| --- | ------------------------------------ | ------------- | ------ | ------------- | ----------- | ---------------- | ---------------- | ----------------------------- | ------------ | ---------------------- | ----------------------------------- |
| Trevor Jones | Skiff masculin                       | 7 min 4 s 12  | 1er    | Non disputé   | Non disputé | 7 min 17 s 65    | 2e               | Demi-finale A/B 7 min 6 s 18  | 6e           | Finale A 6 min 48 s 51 | 9e                                  |
| Patrick Keane Maxwell Lattimer | Deux de couple poids légers masculin | 6 min 27 s 54 | 3e     | 7 min 17 s 65 | 2e          | Non disputé      | Non disputé      | Demi-finale A/B 6 min 18 s 29 | 5e           | Finale B 6 min 17 s 70 | 10e                                 |
| Kai Langerfeld Conlin McCabe | Deux sans barreur masculin           | 6 min 40 s 99 | 3e     | Exemptés      | Exemptés    | Non disputé      | Non disputé      | Demi-finale A 6 min 19 s 15   | 3e           | Finale A 6 min 20 s 43 | 4e                                  |
| Jakub Buczek Luke Gadsdon Gavin Stone Will Crothers                                                                                          | Quatre sans barreur masculin         | 6 min 5 s 47  | 5e     | 6 min 15 s 86 | 4e          | Non disputé      | Non disputé      | Non disputé                   | Non disputé  | Finale B 5 min 58 s 29 | 8e                                  |
| Carling Zeeman | Skiff féminin                        | 7 min 40 s 72 | 2e     | Exemptée      | Exemptée    | 7 min 57 s 58    | 2e               | Demi-finale A/B 7 min 38 s 28 | 2e           | Finale A 7 min 29 s 59 | 8e                                  |
| Jessica Sevick Gabrielle Smith | Deux de couple féminin               | 6 min 57 s 69 | 2e     | Exemptées     | Exemptées   | Non disputé      | Non disputé      | Demi-finale A/B 7 min 9 s 44  | 2e           | Finale A 6 min 53 s 19 | 6e                                  |
| Jill Moffatt Jennifer Casson | Deux de couple poids légers féminin  | 7 min 11 s 30 | 2e     | Exemptées     | Exemptées   | Non disputé      | Non disputé      | Demi-finale A/B 7 min 0 s 82  | 6e           | Finale B 6 min 59 s 72 | 12e                                 |
| Caileigh Filmer Hillary Janssens | Deux sans barreur féminin            | 7 min 18 s 34 | 1re    | Exemptées     | Exemptées   | Non disputé      | Non disputé      | Demi-finale A/B 6 min 49 s 46 | 3e           | Finale A 6 min 52 s 10 | Médaille de bronze, Jeux olympiques |
| Stephanie Grauer Nicole Hare Jennifer Martins Kristina Walker                                                                                | Quatre sans barreur féminin          | 6 min 40 s 7  | 3e     | 6 min 51 s 71 | 4e          | Non disputé      | Non disputé      | Non disputé                   | Non disputé  | Finale B 6 min 53 s 13 | 10e                                 |
| Lisa Roman Kasia Gruchalla-Wesierski Christine Roper Andrea Proske Susanne Grainger Madison Mailey Sydney Payne Avalon Wasteneys Kristen Kit | Huit féminin                         | 6 min 7 s 97  | 2e     | 5 min 53 s 73 | 2e          | Non disputé      | Non disputé      | Non disputé                   | Non disputé  | Finale A 5 min 59 s 13 | Médaille d'or, Jeux olympiques      |

### Badminton
| Athlète                           | Compétition   | Phase de groupes                                   | Phase de groupes                                 | Phase de groupes                      | Phase de groupes | 1/8e de finale             | Quarts de finale | Demi-finales     | Finale           | Finale    |
| Athlète                           | Compétition   | Adversaire Score                                   | Adversaire Score                                 | Adversaire Score                      | Rang             | Adversaire Score           | Adversaire Score | Adversaire Score | Adversaire Score | Rang      |
| --------------------------------- | ------------- | -------------------------------------------------- | ------------------------------------------------ | ------------------------------------- | ---------------- | -------------------------- | ---------------- | ---------------- | ---------------- | --------- |
| Brian Yang                        | Simple hommes | Burestedt Défaite 12-21, 17-21                     | Chou Défaite 18-21, 21-16, 20-22                 | Non disputé                           | 3e du gr. P      | Éliminé                    | Éliminé          | Éliminé          | Éliminé          | Éliminé   |
| Michelle Li                       | Simple dames  | Sotomayor Victoire 21-8, 21-9                      | Repiská Victoire 21-18, 21-16                    | Non disputé                           | 1er du gr. F     | Okuhara Défaite 9-21, 7-21 | Éliminée         | Éliminée         | Éliminée         | Éliminée  |
| Jason Ho-shue / Nyl Yakura        | Double hommes | Ahsan / Setiawan Défaite 12-21, 11-21              | Choi / Seo Défaite 14-21, 8-21                   | Chia / Soh Défaite 15-21, 13-21       | 4e du gr. D      | Non disputé                | Éliminés         | Éliminés         | Éliminés         | Éliminés  |
| Rachel Honderich / Kristen Tsai   | Double dames  | Piek / Seinen Défaite 21-16, 14-21, 15-21          | Matsumoto / Nagahara Défaite 21-14, 19-21, 18-21 | Hany / Hosny Victoire 21-5, 21-6      | 3e du gr. B      | Non disputé                | Éliminées        | Éliminées        | Éliminées        | Éliminées |
| Joshua Hurlburt-Yu / Josephine Wu | Double mixte  | Puavaranukroh / Taerattanachai Défaite 13-21, 6-21 | Ellis / Smith Défaite 13-21, 19-21               | Gicquel / Delrue Défaite 12-21, 13-21 | 4e du gr. B      | Non disputé                | Éliminés         | Éliminés         | Éliminés         | Éliminés  |

### Basket-ball à cinq
| Épreuve         | Phase de groupe      | Phase de groupe             | Phase de groupe       | Phase de groupe | Quart de finale  | Demi-finale      | Finale / MB      | Finale / MB |
| Épreuve         | Adversaire Score     | Adversaire Score            | Adversaire Score      | Rang            | Adversaire Score | Adversaire Score | Adversaire Score | Rang        |
| --------------- | -------------------- | --------------------------- | --------------------- | --------------- | ---------------- | ---------------- | ---------------- | ----------- |
| Tournoi féminin | Serbie Défaite 68-72 | Corée du Sud Victoire 74-53 | Espagne Défaite 66-76 | 3e              | Éliminées        | Éliminées        | Éliminées        | 9e          |

### Boxe
| Athlète           | Catégorie               | 1/16e de finale         | 1/8e de finale       | Quart de finale     | Demi-finale         | Finale              | Rang |
| Athlète           | Catégorie               | Adversaire Résultat     | Adversaire Résultat  | Adversaire Résultat | Adversaire Résultat | Adversaire Résultat | Rang |
| ----------------- | ----------------------- | ----------------------- | -------------------- | ------------------- | ------------------- | ------------------- | ---- |
| Wyatt Sanford     | Welters hommes (-69 kg) | Clair Défaite 0-5       | Éliminé              | Éliminé             | Éliminé             | Éliminé             | 17e  |
| Mandy Bujold      | Mouches femmes (-51 kg) | Radovanović Défaite 0-5 | Éliminée             | Éliminée            | Éliminée            | Éliminée            | 17e  |
| Caroline Veyre    | Plumes femmes (-57 kg)  | Exemptée                | Ćaćić Victoire 5-0   | Testa Défaite 0-5   | Éliminée            | Éliminée            | 5e   |
| Myriam Da Silva   | Welters femmes (-69 kg) | Exemptée                | Moronta Défaite 0-5  | Éliminée            | Éliminée            | Éliminée            | 9e   |
| Tammara Thibeault | Moyens femmes (-75 kg)  | Non disputé             | Ryabets Victoire 4-1 | Fontijn Défaite 0-5 | Éliminée            | Éliminée            | 5e   |

### Canoë-kayak
| Athlète                                                                   | Compétition       | Séries         | Séries | Quarts de finale | Quarts de finale | Demi-finales   | Demi-finales | Finale Finale B Finale C | Finale Finale B Finale C            |
| Athlète                                                                   | Compétition       | Temps          | Rang   | Temps            | Rang             | Temps          | Rang         | Temps                    | Rang                                |
| ------------------------------------------------------------------------- | ----------------- | -------------- | ------ | ---------------- | ---------------- | -------------- | ------------ | ------------------------ | ----------------------------------- |
| Connor Fitzpatrick                                                        | C1 1 000 m hommes | 4 min 5 s 577  | 3e     | 4 min 9 s 622    | 2e               | 4 min 12 s 609 | 9e           | Finale B 4 min 6 s 043   | 14e                                 |
| Roland Varga                                                              | C1 1 000 m hommes | 4 min 49 s 250 | 5e     | 4 min 28 s 174   | 6e               | Éliminé        | Éliminé      | Éliminé                  | Éliminé                             |
| Connor Fitzpatrick Roland Varga                                           | C2 1 000 m hommes | 3 min 49 s 263 | 5e     | 3 min 50 s 768   | 3e               | 3 min 27 s 145 | 3e           | Finale A 3 min 30 s 157  | 6e                                  |
| Mark de Jonge                                                             | K1 200 m hommes   | 36 s 110       | 4e     | 35 s 462         | 3e               | Éliminé        | Éliminé      | Éliminé                  | Éliminé                             |
| Nicholas Matveev                                                          | K1 200 m hommes   | 36 s 190       | 5e     | 35 s 181         | 2e               | 36 s 584       | 7e           | Finale B 36 s 625        | 14e                                 |
| Simon McTavish                                                            | K1 1 000 m hommes | 3 min 43 s 512 | 5e     | 3 min 52 s 467   | 4e               | Éliminé        | Éliminé      | Éliminé                  | Éliminé                             |
| Vincent Jourdenais Brian Malfesi                                          | K2 1 000 m hommes | 3 min 22 s 068 | 6e     | 3 min 15 s 736   | 4e               | Exemptés       | Exemptés     | Finale B 3 min 25 s 181  | 14e                                 |
| Mark de Jonge Nicholas Matveev Simon McTavish Pierre-Luc Poulin           | K4 500 m hommes   | 1 min 26 s 824 | 3e     | 1 min 24 s 979   | 5e               | 1 min 25 s 581 | 5e           | Éliminés                 | Éliminés                            |
| Laurence Vincent-Lapointe                                                 | C1 200 m femmes   | 45 s 408       | 1re    | Exemptée         | Exemptée         | 47 s 294       | 3e           | 46 s 786                 | Médaille d'argent, Jeux olympiques  |
| Katie Vincent                                                             | C1 200 m femmes   | 46 s 391       | 1re    | Exemptée         | Exemptée         | 47 s 604       | 3e           | Finale A 47 s 834        | 8e                                  |
| Laurence Vincent-Lapointe Katie Vincent                                   | C2 500 m femmes   | 2 min 2 s 170  | 3e     | 2 min 2 s 259    | 1re              | 2 min 4 s 316  | 2e           | Finale A 1 min 59 s 041  | Médaille de bronze, Jeux olympiques |
| Andréanne Langlois                                                        | K1 200 m femmes   | 41 s 525       | 5e     | 41 s 728         | 1re              | 39 s 652       | 3e           | Finale A 40 s 473        | 9e                                  |
| Michelle Russell                                                          | K1 200 m femmes   | 42 s 236       | 5e     | 42 s 940         | 2e               | 40 s 224       | 7e           | Finale B 40 s 527        | 13e                                 |
| Michelle Russell                                                          | K1 500 m femmes   | 1 min 51 s 081 | 4e     | 1 min 51 s 375   | 3e               | 1 min 55 s 549 | 7e           | Éliminée                 | Éliminée                            |
| Alanna Bray-Lougheed Madeline Schmidt                                     | K2 500 m femmes   | 1 min 49 s 776 | 5e     | 1 min 51 s 862   | 5e               | Éliminées      | Éliminées    | Éliminées                | Éliminées                           |
| Alanna Bray-Lougheed Andréanne Langlois Michelle Russell Madeline Schmidt | K4 500 m femmes   | 1 min 38 s 971 | 4e     | 1 min 38 s 537   | 8e               | Non disputé    | Non disputé  | Finale B 1 min 39 s 946  | 11e                                 |

| Athlète         | Compétition  | Séries   | Séries | Séries   | Séries | Séries   | Séries | Demi-finales | Demi-finales | Finale   | Finale   |
| Athlète         | Compétition  | Run 1    | Rang   | Run 2    | Rang   | Meilleur | Rang   | Temps        | Rang         | Temps    | Rang     |
| --------------- | ------------ | -------- | ------ | -------- | ------ | -------- | ------ | ------------ | ------------ | -------- | -------- |
| Cameron Smedley | C-1 masculin | 161 s 07 | 16e    | 108 s 12 | 15e    | 108 s 12 | 16e    | Éliminé      | Éliminé      | Éliminé  | Éliminé  |
| Michael Tayler  | K-1 masculin | 117 s 98 | 20e    | 106 s 4  | 24e    | 106 s 4  | 24e    | Éliminé      | Éliminé      | Éliminé  | Éliminé  |
| Haley Daniels   | C-1 féminin  | 152 s 98 | 20e    | 191 s 0  | 21e    | 152 s 98 | 22e    | Éliminée     | Éliminée     | Éliminée | Éliminée |
| Florence Maheu  | K-1 féminin  | 114 s 29 | 5e     | 135 s 35 | 24e    | 114 s 29 | 18e    | 152 s 37     | 23e          | Éliminée | Éliminée |

### Cyclisme

#### BMX
| Athlète         | Compétition | Quart de finale | Quart de finale | Demi-finale | Demi-finale | Finale   | Finale |
| Athlète         | Compétition | Points          | Rang            | Points      | Rang        | Résultat | Rang   |
| --------------- | ----------- | --------------- | --------------- | ----------- | ----------- | -------- | ------ |
| James Palmer    | Hommes      | 16              | 6e              | Éliminé     | Éliminé     | Éliminé  | 21e    |
| Drew Mechielsen | Femmes      | 13              | 4e              | 14          | 4e          | 46,883   | 8e     |

#### Sur piste
| Athlète         | Compétition                 | Qualification        | Qualification | 32ème de finale                         | Repêchages 1             | 16ème de finale                         | Repêchages 2             | 8ème de finale                        | Repêchages 3                          | Quarts de finale                     | Demi-finales                                      | Finale Match de classement              | Finale Match de classement     |
| Athlète         | Compétition                 | Temps Vitesse        | Rang          | Adversaire Temps Vitesse                | Adversaire Temps Vitesse | Adversaire Temps Vitesse                | Adversaire Temps Vitesse | Adversaire Temps Vitesse              | Adversaire Temps Vitesse              | Adversaire Temps Vitesse             | Adversaire Temps Vitesse                          | Adversaire Temps Vitesse                | Rang                           |
| --------------- | --------------------------- | -------------------- | ------------- | --------------------------------------- | ------------------------ | --------------------------------------- | ------------------------ | ------------------------------------- | ------------------------------------- | ------------------------------------ | ------------------------------------------------- | --------------------------------------- | ------------------------------ |
| Hugo Barrette   | Vitesse individuelle hommes | 9 s 596 75,031 km/h  | 15e           | Vigier Défaite                          | Sahrom Rudyk Défaite     | Éliminé                                 | Éliminé                  | Éliminé                               | Éliminé                               | Éliminé                              | Éliminé                                           | Éliminé                                 | 19e                            |
| Nick Wammes     | Vitesse individuelle hommes | 9 s 587 75,102 km/h  | 12e           | Bötticher Victoire 10 s 228 70,395 km/h | Exempté                  | Dmitriev Défaite                        | Awang Défaite            | Éliminé                               | Éliminé                               | Éliminé                              | Éliminé                                           | Éliminé                                 | 14e                            |
| Lauriane Genest | Vitesse individuelle femmes | 10 s 460 68,834 km/h | 5e            | Godby Victoire 11 s 102 64,853 km/h     | Exemptée                 | Voinova Victoire 11 s 251 63,994 km/h   | Exemptée                 | Marchant Défaite                      | Gros Voinova Victoire 10 s 968 65,646 | Mitchell Défaite                     | Exemptée                                          | Braspennincx Friedrich Marchant Défaite | 8e                             |
| Kelsey Mitchell | Vitesse individuelle femmes | 10 s 346 69,592 km/h | 2e            | Basova Victoire 11 s 105 64,836 km/h    | Exemptée                 | McCulloch Victoire 11 s 198 64,297 km/h | Exemptée                 | Andrews Victoire 10 s 883 66,158 km/h | Exemptée                              | Genest Victoire 11 s 055 65,129 km/h | Hinze Victoire 11 s 068 Défaite Victoire 11 s 055 | Starikova Victoires 10 s 926, 10 s 728  | Médaille d'or, Jeux olympiques |

| Athlète                                                                                   | Compétition                     | Qualification  | Qualification | Demi-finale                 | Demi-finale | Finale 3e place Classement  | Finale 3e place Classement |
| Athlète                                                                                   | Compétition                     | Temps          | Rang          | Adversaire Résultat         | Rang        | Adversaire Résultat         | Rang                       |
| ----------------------------------------------------------------------------------------- | ------------------------------- | -------------- | ------------- | --------------------------- | ----------- | --------------------------- | -------------------------- |
| Vincent De Haître Michael Foley Derek Gee Jay Lamoureux                                   | Poursuite par équipes masculine | 3 min 50 s 455 | 6e            | Allemagne 3 min 46 s 769 NR | 5e          | Allemagne 3 min 46 s 324 NR | 5e                         |
| Allison Beveridge Ariane Bonhomme Jasmin Duehring Annie Foreman-Mackey Georgia Simmerling | Poursuite par équipes féminine  | 4 min 15 s 832 | 8e            | France 4 min 9 s 249 NR     | 4e          | États-Unis 4 min 10 s 552   | 4e                         |

| Athlète         | Compétition   | 1er tour | Repêchages | Quarts de finale | Demi-finales | Finale (1-6) ou classement (7-12)   |
| Athlète         | Compétition   | Rang     | Rang       | Rang             | Rang         | Rang                                |
| --------------- | ------------- | -------- | ---------- | ---------------- | ------------ | ----------------------------------- |
| Hugo Barrette   | Keirin hommes | Abandon  | 4e         | Éliminé          | Éliminé      | 23e                                 |
| Nick Wammes     | Keirin hommes | 5e       | 5e         | Éliminé          | Éliminé      | 27e                                 |
| Lauriane Genest | Keirin femmes | 1re      | Exemptée   | 4e               | 3e           | Médaille de bronze, Jeux olympiques |
| Kelsey Mitchell | Keirin femmes | 1re      | Exemptée   | 1re              | 2e           | 5e                                  |

| Athlète           | Compétition   | Scratch | Scratch | Course tempo | Course tempo | Élimination | Élimination | Course aux points | Course aux points | Total | Rang |
| Athlète           | Compétition   | Rang    | Points  | Rang         | Points       | Rang        | Points      | Rang              | Points            | Total | Rang |
| ----------------- | ------------- | ------- | ------- | ------------ | ------------ | ----------- | ----------- | ----------------- | ----------------- | ----- | ---- |
| Allison Beveridge | Omnium femmes | 7e      | 28      | 11e          | 20           | 7e          | 28          | 2e                | 10                | 78    | 9e   |

| Athlète                 | Épreuve                      | Points  | Tours | Classement |
| ----------------------- | ---------------------------- | ------- | ----- | ---------- |
| Michael Foley Derek Gee | Course à l'américaine hommes | Abandon | -20   | 12e        |

#### Sur route
| Athlète          | Compétition      | Temps          | Rang |
| ---------------- | ---------------- | -------------- | ---- |
| Hugo Houle       | Contre-la-montre | 57 min 56 s 46 | 13e  |
| Hugo Houle       | Course en ligne  | 6 min 25 s 16  | 85e  |
| Michael Woods    | Course en ligne  | 6 min 6 s 33   | 5e   |
| Guillaume Boivin | Course en ligne  | 6 min 21 s 46  | 65e  |

| Athlète          | Compétition      | Temps           | Rang |
| ---------------- | ---------------- | --------------- | ---- |
| Karol-Ann Canuel | Contre-la-montre | 33 min 7 s 97   | 14e  |
| Leah Kirchmann   | Contre-la-montre | 33 min 1 s 64   | 12e  |
| Karol-Ann Canuel | Course en ligne  | 3 h 55 min 5 s  | 16e  |
| Alison Jackson   | Course en ligne  | 3 h 59 min 47 s | 32e  |
| Leah Kirchmann   | Course en ligne  | 3 h 59 min 47 s | 36e  |

#### VTT
| Athlète           | Compétition              | Temps           | Rang |
| ----------------- | ------------------------ | --------------- | ---- |
| Peter Disera      | Cross-country VTT hommes | 1 h 31 min 45 s | 26e  |
| Catharine Pendrel | Cross-country VTT femmes | 1 h 23 min 47 s | 18e  |
| Haley Smith       | Cross-country VTT femmes | Concède un tour | 29e  |

### Équitation
| Athlète                                                    | Cheval         | Compétition | Grand Prix | Grand Prix | Grand prix spécial | Grand prix spécial | Grand prix libre | Grand prix libre | Total     | Total     |
| Athlète                                                    | Cheval         | Compétition | Score      | Rang       | Score              | Rang               | Score            | Score            | Score     | Rang      |
| ---------------------------------------------------------- | -------------- | ----------- | ---------- | ---------- | ------------------ | ------------------ | ---------------- | ---------------- | --------- | --------- |
| Brittany Fraser-Beaulieu                                   | All In         | Individuel  | 71,677     | 19e        | Non disputé        | Non disputé        | 72,607           | 80,200           | 76,404    | 18e       |
| Lindsay Kellock                                            | Sebastien      | Individuel  | 65,404     | 50e        | Non disputé        | Non disputé        | Éliminée         | Éliminée         | Éliminée  | Éliminée  |
| Chris von Martels                                          | Eclips         | Individuel  | 68,059     | 39e        | Non disputé        | Non disputé        | Éliminée         | Éliminée         | Éliminée  | Éliminée  |
| Brittany Fraser-Beaulieu Lindsay Kellock Chris von Martels | voir ci-dessus | Par équipes | 6605,5     | 11e        | Éliminées          | Éliminées          | Non disputé      | Non disputé      | Éliminées | Éliminées |

| Athlète         | Cheval                | Compétition | Dressage  | Dressage | Cross-country | Cross-country | Cross-country | Saut d'obstacles | Saut d'obstacles | Saut d'obstacles | Saut d'obstacles | Saut d'obstacles | Saut d'obstacles | Total     | Total   |         |
| Athlète         | Cheval                | Compétition | Dressage  | Dressage | Cross-country | Cross-country | Cross-country | Qualification    | Qualification    | Qualification    | Finale           | Finale           | Finale           | Total     | Total   |         |
| Athlète         | Cheval                | Compétition | Pénalités | Rang     | Pénalités     | Total         | Rang          | Pénalités        | Total            | Rang             | Pénalités        | Total            | Rang             | Pénalités | Rang    |         |
| --------------- | --------------------- | ----------- | --------- | -------- | ------------- | ------------- | ------------- | ---------------- | ---------------- | ---------------- | ---------------- | ---------------- | ---------------- | --------- | ------- | ------- |
| Colleen Loach   | Qorry Blue D'Argouges | Individuel  | 35,60     | 42e      | 7,20          | 42,80         | 26e           | 50,80            | 28               | Éliminé          | Éliminé          | Éliminé          | Éliminé          | Éliminé   | 28e     |         |
| Jessica Phoenix | Pavarotti             | Individuel  | Forfait   | Forfait  | Forfait       | Forfait       | Forfait       | Forfait          | Forfait          | Forfait          | Forfait          | Forfait          | Forfait          | Forfait   | Forfait | Forfait |

| Athlète           | Cheval      | Compétition | Qualification | Qualification | Qualification | Qualification | Qualification | Finale    | Finale    | Finale    | Finale | Finale |
| Athlète           | Cheval      | Compétition | Pénalités     | Pénalités     | Pénalités     | Temps         | Rang          | Pénalités | Pénalités | Pénalités | Temps  | Rang   |
| Athlète           | Cheval      | Compétition | Saut          | Temps         | Total         | Temps         | Rang          | Saut      | Temps     | Total     | Temps  | Rang   |
| ----------------- | ----------- | ----------- | ------------- | ------------- | ------------- | ------------- | ------------- | --------- | --------- | --------- | ------ | ------ |
| Mario Deslauriers | Bardolina 2 | Individuel  | 0.00          | 0.00          | 0.00          | 84.76         | 1er           | 12.00     | 1.00      | 13.00     | 88.51  | 22e    |

### Escalade
| Athlète     | Compétition    | Qualifications | Qualifications | Qualifications | Qualifications | Qualifications | Qualifications | Qualifications | Qualifications | Qualifications | Finale   | Finale   | Finale   | Finale   | Finale     | Finale     | Finale     | Finale   | Finale   |          |
| Athlète     | Compétition    | Vitesse        | Vitesse        | Bloc           | Bloc           | Difficulté     | Difficulté     | Difficulté     | Total          | Rang           | Vitesse  | Vitesse  | Bloc     | Bloc     | Difficulté | Difficulté | Difficulté | Total    | Rang     |          |
| Athlète     | Compétition    | MT             | Rang           | Résultat       | Rang           | PA             | Temps          | Rang           | Total          | Rang           | MT       | Rang     | Résultat | Rang     | PA         | Temps      | Rang       | Total    | Rang     |          |
| ----------- | -------------- | -------------- | -------------- | -------------- | -------------- | -------------- | -------------- | -------------- | -------------- | -------------- | -------- | -------- | -------- | -------- | ---------- | ---------- | ---------- | -------- | -------- | -------- |
| Sean McColl | Combiné hommes | 6 s 93         | 14e            | 0T2z 0 3       | 15e            | 35+            | -              | 8e             | 1 680          | 17e            | Éliminé  | Éliminé  | Éliminé  | Éliminé  | Éliminé    | Éliminé    | Éliminé    | Éliminé  | Éliminé  | Éliminé  |
| Alannah Yip | Combiné femmes | 7 s 99         | 6e             | 0T2z 0 2       | 16e            | 21+            | 2 min 14 s     | 12e            | 1 152          | 14e            | Éliminée | Éliminée | Éliminée | Éliminée | Éliminée   | Éliminée   | Éliminée   | Éliminée | Éliminée | Éliminée |

### Escrime

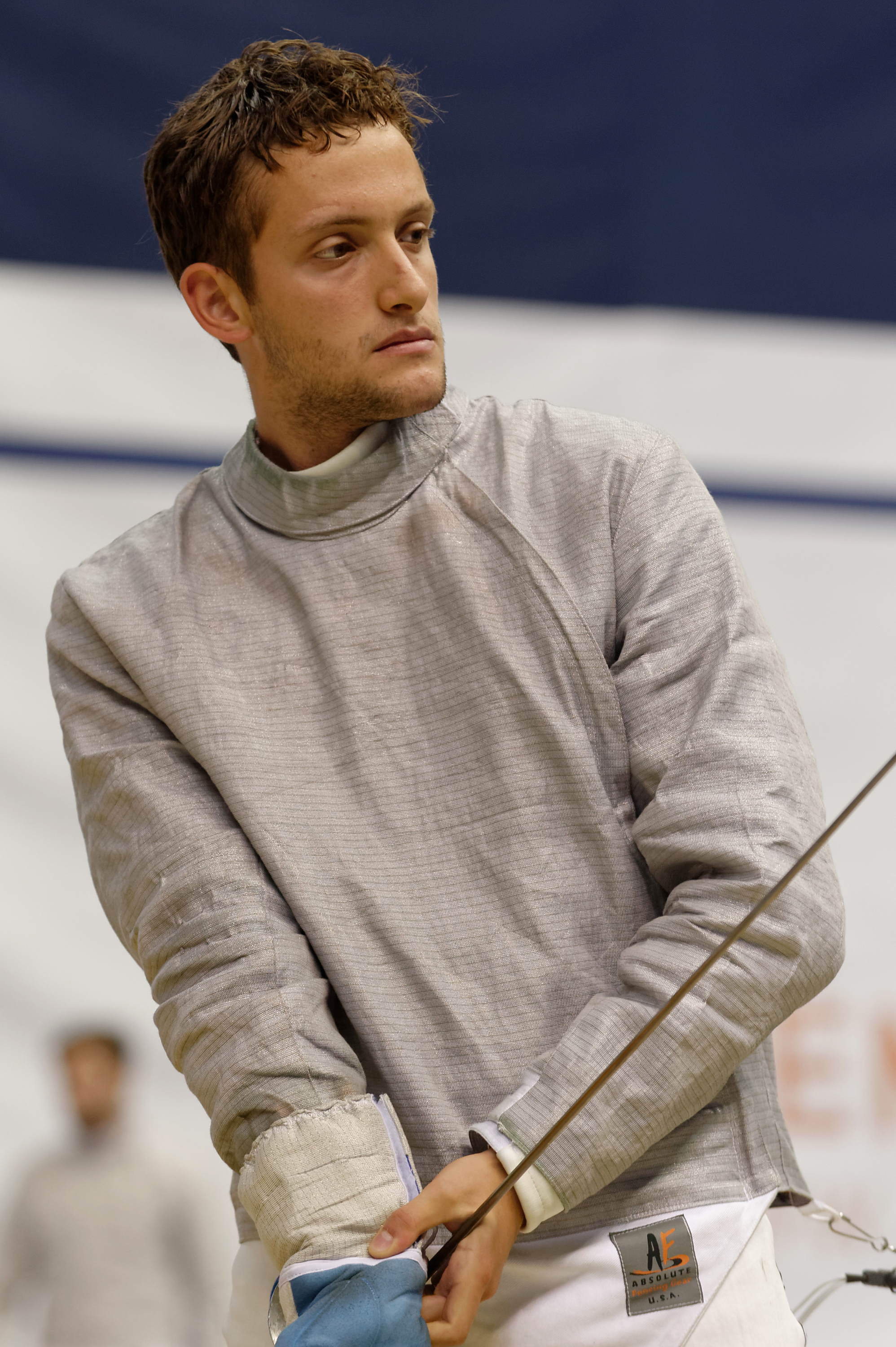
Shaul Gordon.

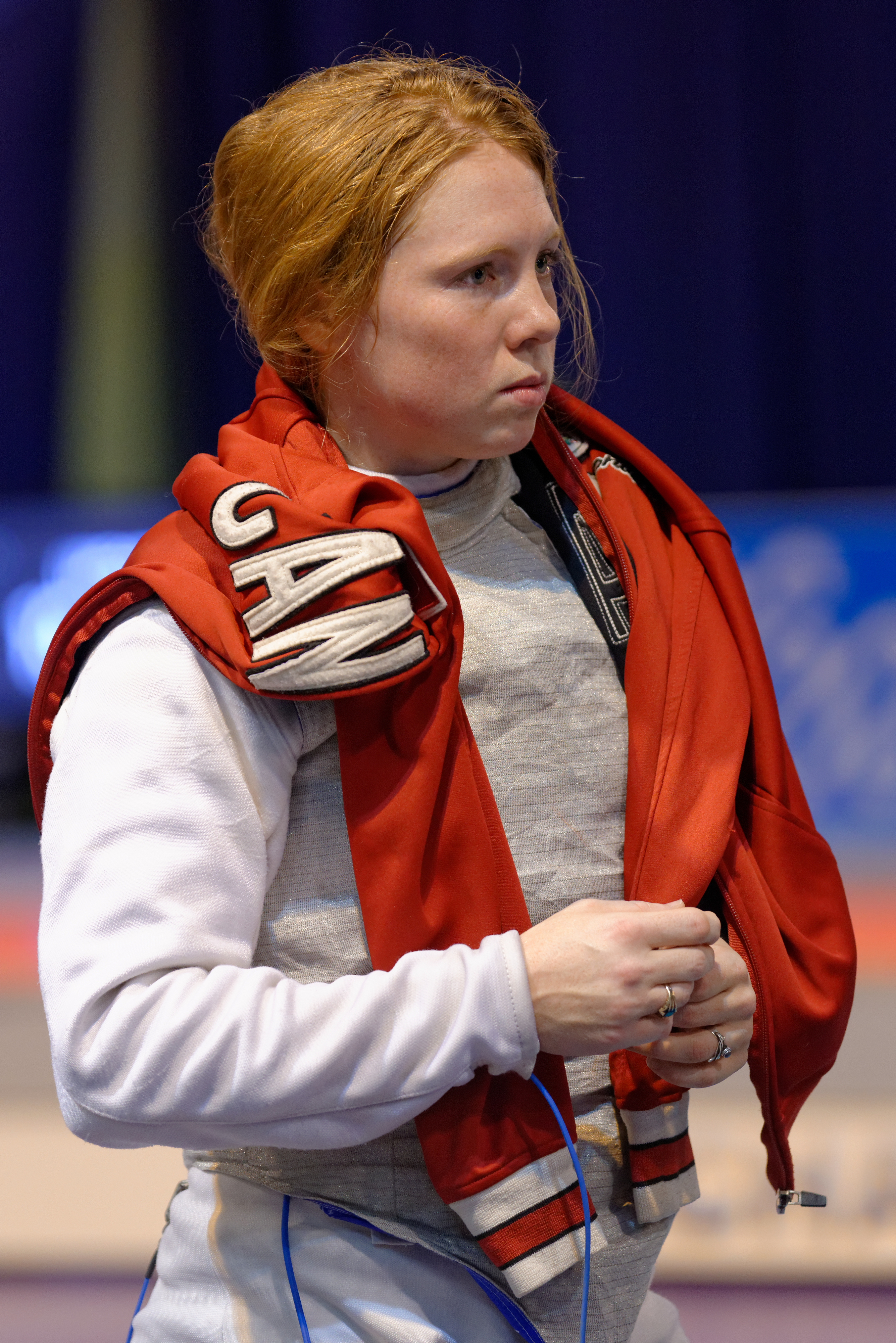
Kelleigh Ryan.

| Athlète                                                | Compétition                  | 1/32e de finale       | 1/16e de finale       | 1/8e de finale            | Quarts de finale            | Demi-finales Classement 5-8 | Finale 3e place Classement 5e, 7e places | Rang |
| Athlète                                                | Compétition                  | Adversaire Score      | Adversaire Score      | Adversaire Score          | Adversaire Score            | Adversaire Score            | Adversaire Score                         | Rang |
| ------------------------------------------------------ | ---------------------------- | --------------------- | --------------------- | ------------------------- | --------------------------- | --------------------------- | ---------------------------------------- | ---- |
| Marc-Antoine Blais Bélanger                            | Épée masculine individuelle  | Dong Défaite 7-15     | Éliminé               | Éliminé                   | Éliminé                     | Éliminé                     | Éliminé                                  | 34e  |
| Alex Cai                                               | Fleuret masculin individuel  | Joppich Défaite 12-15 | Éliminé               | Éliminé                   | Éliminé                     | Éliminé                     | Éliminé                                  | 36e  |
| Eli Schenkel                                           | Fleuret masculin individuel  | Exempté               | Cassarà Défaite 11-15 | Éliminé                   | Éliminé                     | Éliminé                     | Éliminé                                  | 30e  |
| Maximilien Van Haaster                                 | Fleuret masculin individuel  | Exempté               | Choi Défaite 10-15    | Éliminé                   | Éliminé                     | Éliminé                     | Éliminé                                  | 28e  |
| Alex Cai Maximilien Van Haaster Blake Broszus          | Fleuret masculin par équipes | Non disputé           | Non disputé           | Allemagne Défaite 31-45   | Éliminés                    | Éliminés                    | Éliminés                                 | 9e   |
| Shaul Gordon                                           | Sabre masculin individuel    | Exempté               | Abedini Défaite 10-15 | Éliminé                   | Éliminé                     | Éliminé                     | Éliminé                                  | 25e  |
| Jessica Guo                                            | Fleuret féminin individuel   | Exemptée              | Blaze Victoire 15-12  | Errigo Défaite 8-15       | Éliminée                    | Éliminée                    | Éliminée                                 | 13e  |
| Eleanor Harvey                                         | Fleuret féminin individuel   | Exemptée              | Ranvier Victoire 15-9 | Kiefer Défaite 13-15      | Éliminée                    | Éliminée                    | Éliminée                                 | 16   |
| Kelleigh Ryan                                          | Fleuret féminin individuel   | Exemptée              | Azuma Victoire 12-11  | Zagidullina Victoire 15-9 | Korobeynikova Défaite 11-15 | Éliminée                    | Éliminée                                 | 8e   |
| Jessica Guo Eleanor Harvey Kelleigh Ryan Alanna Goldie | Fleuret féminin par équipes  | Non disputé           | Non disputé           | Non disputé               | France Défaite 29-45        | Hongrie Victoire 45-33      | Japon Victoire 45-31                     | 5e   |
| Gabriella Page                                         | Sabre féminin individuel     | Exemptée              | Zagunis Défaite 3-15  | Éliminée                  | Éliminée                    | Éliminée                    | Éliminée                                 | 27e  |

### Football
| Compétition     | Phase de groupe  | Phase de groupe    | Phase de groupe         | Phase de groupe | Quart de finale                    | Demi-finale             | Finale / MB                       | Finale / MB                    |
| Compétition     | Adversaire Score | Adversaire Score   | Adversaire Score        | Rang            | Adversaire Score                   | Adversaire Score        | Adversaire Score                  | Rang                           |
| --------------- | ---------------- | ------------------ | ----------------------- | --------------- | ---------------------------------- | ----------------------- | --------------------------------- | ------------------------------ |
| Tournoi féminin | Japon Nul 1-1    | Chili Victoire 2-1 | Grande-Bretagne Nul 1-1 | 2e              | Brésil Victoire 0-0 (4-3 t. a. b.) | États-Unis Victoire 1-0 | Suède Victoire 1-1 (3-2 t. a. b.) | Médaille d'or, Jeux olympiques |

### Golf
| Athlète          | Compétition       | Scores | Scores | Scores | Scores | Total     | Rang |
| Athlète          | Compétition       | Jour 1 | Jour 2 | Jour 3 | Jour 4 | Total     | Rang |
| ---------------- | ----------------- | ------ | ------ | ------ | ------ | --------- | ---- |
| Corey Conners    | Épreuve masculine | 69     | 71     | 66     | 65     | 271 (-13) | 13e  |
| Mackenzie Hughes | Épreuve masculine | 69     | 72     | 65     | 75     | 281 (-3)  | 50e  |
| Brooke Henderson | Épreuve féminine  | 74     | 68     | 71     | 67     | 280 (-4)  | 29e  |
| Alena Sharp      | Épreuve féminine  | 74     | 71     | 69     | 75     | 289 (+5)  | 49e  |

### Gymnastique

#### Artistique
| Athlète        | Compétition      | Qualifications | Qualifications | Qualifications | Qualifications | Qualifications    | Qualifications | Qualifications | Qualifications | Finale   | Finale         | Finale   | Finale   | Finale            | Finale     | Finale  | Finale  |
| Athlète        | Compétition      | Appareil       | Appareil       | Appareil       | Appareil       | Appareil          | Appareil       | Total          | Rang           | Appareil | Appareil       | Appareil | Appareil | Appareil          | Appareil   | Total   | Rang    |
| Athlète        | Compétition      | Sol            | Cheval d'arçon | Anneaux        | Saut           | Barres parallèles | Barre fixe     | Total          | Rang           | Sol      | Cheval d'arçon | Anneaux  | Saut     | Barres parallèles | Barre fixe | Total   | Rang    |
| -------------- | ---------------- | -------------- | -------------- | -------------- | -------------- | ----------------- | -------------- | -------------- | -------------- | -------- | -------------- | -------- | -------- | ----------------- | ---------- | ------- | ------- |
| René Cournoyer | Concours général | 11,766         | 12,800         | 13,666         | 13,866         | 12,333            | 13,266         | 77,697         | 55e            | Éliminé  | Éliminé        | Éliminé  | Éliminé  | Éliminé           | Éliminé    | Éliminé | Éliminé |

| Athlète        | Qualifications | Qualifications      | Qualifications | Qualifications | Qualifications | Qualifications | Finale    | Finale              | Finale    | Finale    | Finale    | Finale    |
| Athlète        | Appareil       | Appareil            | Appareil       | Appareil       | Total          | Rang           | Appareil  | Appareil            | Appareil  | Appareil  | Total     | Rang      |
| Athlète        | Saut           | Barres asymétriques | Poutre         | Sol            | Total          | Rang           | Saut      | Barres asymétriques | Poutre    | Sol       | Total     | Rang      |
| -------------- | -------------- | ------------------- | -------------- | -------------- | -------------- | -------------- | --------- | ------------------- | --------- | --------- | --------- | --------- |
| Ellie Black    | 14,533         | 12,800              | 14,100         | 12,266         | 53,699         | 24e            | Éliminées | Éliminées           | Éliminées | Éliminées | Éliminées | Éliminées |
| Brooklyn Moors | 14,133         | 13,000              | 13,300         | 13,533         | 53,966         | 22e            | Éliminées | Éliminées           | Éliminées | Éliminées | Éliminées | Éliminées |
| Shallon Olsen  | 14,966         | 11,900              | 12,066         | 13,033         | 51,965         | 46e            | Éliminées | Éliminées           | Éliminées | Éliminées | Éliminées | Éliminées |
| Ava Stewart    | 12,933         | 12,900              | 12.000         | 12,600         | 50,433         | 58e            | Éliminées | Éliminées           | Éliminées | Éliminées | Éliminées | Éliminées |
| Total          | 43,632         | 38,700              | 39,466         | 39,166         | 160,964        | 10e            | Éliminées | Éliminées           | Éliminées | Éliminées | Éliminées | Éliminées |

| Athlète        | Compétition      | Qualifications                 | Qualifications                 | Qualifications                 | Qualifications                 | Qualifications                 | Qualifications                 | Finale   | Finale              | Finale   | Finale   | Finale  | Finale  |
| Athlète        | Compétition      | Appareil                       | Appareil                       | Appareil                       | Appareil                       | Total                          | Rang                           | Appareil | Appareil            | Appareil | Appareil | Total   | Rang    |
| Athlète        | Compétition      | Saut                           | Barres asymétriques            | Poutre                         | Sol                            | Total                          | Rang                           | Saut     | Barres asymétriques | Poutre   | Sol      | Total   | Rang    |
| -------------- | ---------------- | ------------------------------ | ------------------------------ | ------------------------------ | ------------------------------ | ------------------------------ | ------------------------------ | -------- | ------------------- | -------- | -------- | ------- | ------- |
| Ellie Black    | Concours général | voir les résultats par équipes | voir les résultats par équipes | voir les résultats par équipes | voir les résultats par équipes | voir les résultats par équipes | voir les résultats par équipes | Forfait  | Forfait             | Forfait  | Forfait  | Forfait | Forfait |
| Brooklyn Moors | Concours général | voir les résultats par équipes | voir les résultats par équipes | voir les résultats par équipes | voir les résultats par équipes | voir les résultats par équipes | voir les résultats par équipes | 14,300   | 13,000              | 12,433   | 13,566   | 53,299  | 16e     |
| Ellie Black    | Poutre           | -                              | -                              | 14,100                         | -                              | 14,100                         | 6e                             | -        | -                   | 13,866   | -        | 13,866  | 4e      |
| Shallon Olsen  | Saut de cheval   | 14,966                         | -                              | -                              | -                              | 14,699                         | 6e                             | 14,550   | -                   | -        | -        | 14,550  | 7e      |

#### Trampoline
| Athlète             | Qualifications | Qualifications | Finale   | Finale   |
| Athlète             | Score          | Rang           | Score    | Rang     |
| ------------------- | -------------- | -------------- | -------- | -------- |
| Rosannagh MacLennan | 104,435        | 4e             | 55,460   | 4e       |
| Samantha Smith      | 59,545         | 14e            | Éliminée | Éliminée |

### Haltérophilie
| Athlète                | Compétition           | Arraché  | Arraché | Épaulé-jeté | Épaulé-jeté | Total  | Rang                           |
| Athlète                | Compétition           | Résultat | Rang    | Résultat    | Rang        | Total  | Rang                           |
| ---------------------- | --------------------- | -------- | ------- | ----------- | ----------- | ------ | ------------------------------ |
| Boady Santavy          | Moins de 96 kg hommes | 178 kg   | 1er     | 208 kg      | 4e          | 386 kg | 4e                             |
| Rachel Leblanc-Bazinet | Moins de 55 kg femmes | 82 kg    | 11e     | 99 kg       | 12e         | 181 kg | 12e                            |
| Tali Darsigny          | Moins de 59 kg femmes | 90 kg    | 9e      | 109 kg      | 9e          | 199 kg | 9e                             |
| Maude Charron          | Moins de 64 kg femmes | 105 kg   | 1re     | 131 kg      | 1re         | 236 kg | Médaille d'or, Jeux olympiques |
| Kristel Ngarlem        | Moins de 76 kg femmes | 95 kg    | 10e     | 123 kg      | 9e          | 281 kg | 8e                             |

### Hockey sur gazon
| Compétition      | Phase de groupe       | Phase de groupe             | Phase de groupe      | Phase de groupe      | Phase de groupe        | Phase de groupe | Quart de finale  | Demi-finale      | Finale / MB      | Finale / MB |
| Compétition      | Adversaire Score      | Adversaire Score            | Adversaire Score     | Adversaire Score     | Adversaire Score       | Rang            | Adversaire Score | Adversaire Score | Adversaire Score | Rang        |
| ---------------- | --------------------- | --------------------------- | -------------------- | -------------------- | ---------------------- | --------------- | ---------------- | ---------------- | ---------------- | ----------- |
| Tournoi masculin | Allemagne Défaite 1-7 | Grande-Bretagne Défaite 1-3 | Pays-Bas Défaite 2-4 | Belgique Défaite 1-9 | Afrique du Sud Nul 4-4 | 6e              | Éliminés         | Éliminés         | Éliminés         | 12e         |

### Judo
| Athlète                     | Compétition            | 1er tour                   | 2e tour                  | Quart de finale               | Demi-finale              | Repêchage               | Finale                    | Rang                                |
| Athlète                     | Compétition            | Adversaire Résultat        | Adversaire Résultat      | Adversaire Résultat           | Adversaire Résultat      | Adversaire Résultat     | Adversaire Résultat       | Rang                                |
| --------------------------- | ---------------------- | -------------------------- | ------------------------ | ----------------------------- | ------------------------ | ----------------------- | ------------------------- | ----------------------------------- |
| Arthur Margelidon           | Moins de 73 kg hommes  | Hamad Victoire 01-00       | Smagulov Victoire 10-01  | Shavdatuashvili Défaite 00-10 | Non qualifié             | Butbul Victoire 10s2-00 | Tsogtbaatar Défaite 00-10 | 5e                                  |
| Antoine Valois-Fortier      | Moins de 81 kg hommes  | Ntanatsidis Victoire 10-00 | Khubetsov Défaite 00-11  | Éliminé                       | Éliminé                  | Éliminé                 | Éliminé                   | 9e                                  |
| Shady El Nahas              | Moins de 100 kg hommes | Remarenco Victoire 10-00   | Kotsoiev Victoire 10-00  | Liparteliani Défaite 00-10    | Non qualifié             | Paltchik Victoire 10-00 | Fonseca Défaite 00-01     | 5e                                  |
| Ecaterina Guica             | Moins de 52 kg femmes  | Van Snick Défaite 00-11    | Éliminée                 | Éliminée                      | Éliminée                 | Éliminée                | Éliminée                  | 17e                                 |
| Jessica Klimkait            | Moins de 57 kg femmes  | Exemptée                   | Ilieva Victoire 10-00    | Kowalczyk Victoire 10-00      | Cysique Défaite 00-10    | Non qualifiée           | Kajzer Victoire 11-00     | Médaille de bronze, Jeux olympiques |
| Catherine Beauchemin-Pinard | Moins de 63 kg femmes  | Olsen Victoire 10-00       | Krssakova Victoire 10-00 | Quadros Victoire 10-00        | Agbegnenou Défaite 00-01 | Non qualifié            | Barrios Victoire 01-00    | Médaille de bronze, Jeux olympiques |

### Karaté
| Athlète          | Compétition          | Tour de qualification | Tour de qualification | Tour de qualification | Tour de qualification | Tour de qualification | Demi-finale         | Finale              | Rang |
| Athlète          | Compétition          | Match 1               | Match 2               | Match 3               | Match 4               | Place                 | Demi-finale         | Finale              | Rang |
| Athlète          | Compétition          | Adversaire Résultat   | Adversaire Résultat   | Adversaire Résultat   | Adversaire Résultat   | Place                 | Adversaire Résultat | Adversaire Résultat | Rang |
| ---------------- | -------------------- | --------------------- | --------------------- | --------------------- | --------------------- | --------------------- | ------------------- | ------------------- | ---- |
| Daniel Gaysinsky | Plus de 75 kg hommes | Irr Nul 0-0           | Kvesić Victoire 4-1   | Hamedi Défaite 3-10   | Ganjzadeh Défaite 1-2 | 4e                    | Éliminé             | Éliminé             | 7e   |

### Lutte
| Athlète          | Compétition   | Huitièmes de finale | Quarts de finale    | Demi-finales        | Repêchage           | Finale 3e place Classement | Finale 3e place Classement |
| Athlète          | Compétition   | Adversaire Résultat | Adversaire Résultat | Adversaire Résultat | Adversaire Résultat | Adversaire Résultat        | Rang                       |
| ---------------- | ------------- | ------------------- | ------------------- | ------------------- | ------------------- | -------------------------- | -------------------------- |
| Jordan Steen     | 97 kg hommes  | Snyder Défaite 2-12 | Non qualifié        | Non qualifié        | Conyedo Défaite 2-4 | Éliminé                    | 10e                        |
| Amar Dhesi       | 125 kg hommes | Akgül Défaite 0-5   | Éliminé             | Éliminé             | Éliminé             | Éliminé                    | 14e                        |
| Danielle Lappage | 68 kg femmes  | Velieva Défaite 0-7 | Éliminée            | Éliminée            | Éliminée            | Éliminée                   | 15e                        |
| Erica Wiebe      | 76 kg femmes  | Mäe Défaite 4-5     | Éliminée            | Éliminée            | Éliminée            | Éliminée                   | 12e                        |

### Natation

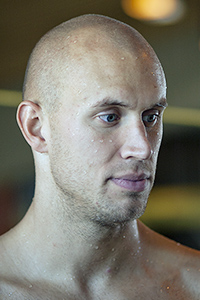
Le nageur canadien Brent Hayden.

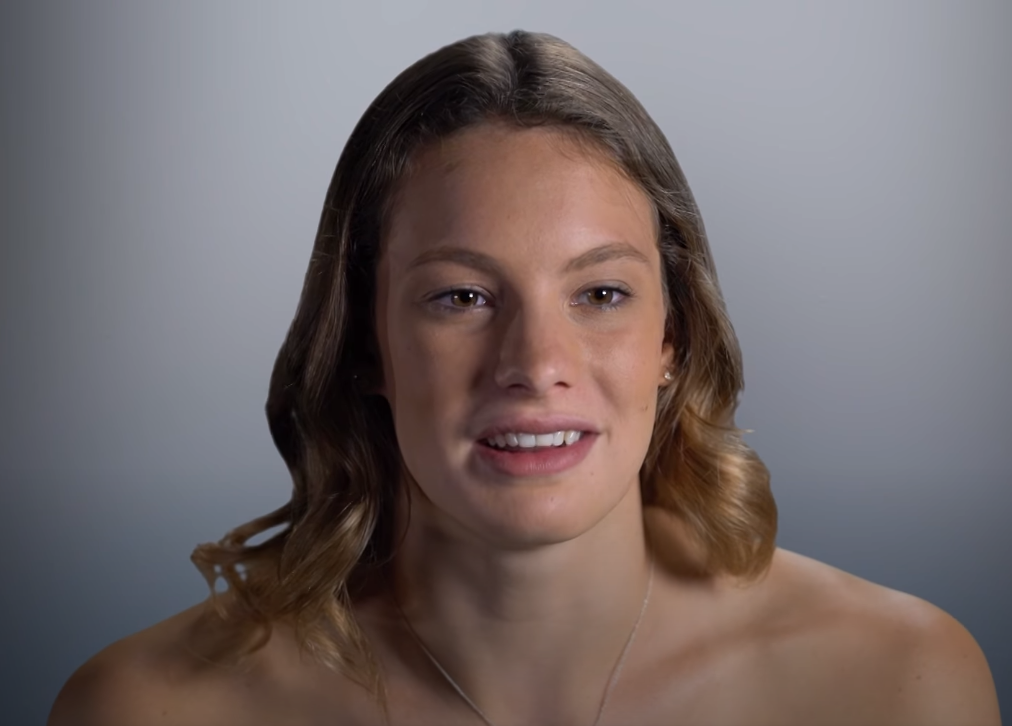
Penny Oleksiak remporte 3 médailles lors de ces Jeux (une en argent et deux en bronze). Elle devient ainsi la nageuse canadienne ayant remporté le plus de médailles, avec 7 au total.

| Athlète                                                              | Épreuve              | Séries        | Séries      | Demi-finales  | Demi-finales | Finale            | Finale  |
| Athlète                                                              | Épreuve              | Temps         | Rang        | Temps         | Rang         | Temps             | Rang    |
| -------------------------------------------------------------------- | -------------------- | ------------- | ----------- | ------------- | ------------ | ----------------- | ------- |
| Brent Hayden                                                         | 50 m nage libre      | 21 s 85       | 8e          | 21 s 82       | 9e           | Éliminé           | Éliminé |
| Joshua Liendo                                                        | 50 m nage libre      | 22 s 3        | 18e         | Éliminé       | Éliminé      | Éliminé           | Éliminé |
| Yuri Kisil                                                           | 100 m nage libre     | 48 s 15       | 10e         | 48 s 31       | 15e          | Éliminé           | Éliminé |
| Joshua Liendo                                                        | 100 m nage libre     | 48 s 34       | 14e         | 48 s 19       | 14e          | Éliminé           | Éliminé |
| Cole Pratt                                                           | 100 m dos            | 54 s 27       | 26e         | Éliminé       | Éliminé      | Éliminé           | Éliminé |
| Markus Thormeyer                                                     | 100 m dos            | 53 s 80       | 19e         | Éliminé       | Éliminé      | Éliminé           | Éliminé |
| Markus Thormeyer                                                     | 200 m dos            | 1 min 57 s 85 | 16e         | 1 min 59 s 36 | 16e          | Éliminé           | Éliminé |
| Gabe Mastromatteo                                                    | 100 m brasse         | 1 min 1 s 56  | 38e         | Éliminé       | Éliminé      | Éliminé           | Éliminé |
| Joshua Liendo                                                        | 100 m papillon       | 51 s 52       | 9e          | 51 s 50       | 11e          | Éliminé           | Éliminé |
| Finlay Knox                                                          | 200 m 4 nages        | 1 min 58 s 29 | 17e         | Éliminé       | Éliminé      | Éliminé           | Éliminé |
| Ruslan Gaziev Brent Hayden Yuri Kisil Joshua Liendo Markus Thormeyer | 4 × 100 m nage libre | 3 min 13 s 0  | 7e          | Non disputé   | Non disputé  | 3 min 10 s 82     | 4e      |
| Yuri Kisil Joshua Liendo Gabe Mastromatteo Markus Thormeyer          | 4 × 100 m 4 nages    | 3 min 32 s 37 | 8e          | Non disputé   | Non disputé  | 3 min 32 s 42     | 7e      |
| Hau-Li Fan                                                           | 10 km en eau libre   | Non disputé   | Non disputé | Non disputé   | Non disputé  | 1 h 51 min 37 s 0 | 9e      |

| Athlète                                                                       | Épreuve              | Séries          | Séries        | Demi-finales  | Demi-finales | Finale           | Finale                              |          |
| Athlète                                                                       | Épreuve              | Temps           | Rang          | Temps         | Rang         | Temps            | Rang                                |          |
| ----------------------------------------------------------------------------- | -------------------- | --------------- | ------------- | ------------- | ------------ | ---------------- | ----------------------------------- | -------- |
| Kayla Sanchez                                                                 | 50 m nage libre      | 24 s 93         | 22e           | Éliminée      | Éliminée     | Éliminée         | Éliminée                            |          |
| Kayla Sanchez                                                                 | 100 m nage libre     | 53 s 12         | 10e           | Forfait       | Forfait      | Éliminée         | Éliminée                            |          |
| Penny Oleksiak                                                                | 100 m nage libre     | 52 s 95         | 6e            | 52 s 86       | 5e           | 52 s 59 NR       | 4e                                  |          |
| Penny Oleksiak                                                                | 200 m nage libre     | 1 min 55 s 38   | 2e            | 1 min 56 s 39 | 6e           | 1 min 54 s 70    | Médaille de bronze, Jeux olympiques |          |
| Summer McIntosh                                                               | 200 m nage libre     | 1 min 56 s 11   | 5e            | 1 min 56 s 82 | 9e           | Éliminée         | Éliminée                            |          |
| Summer McIntosh                                                               | 400 m nage libre     | 4 min 2 s 72 NR | 5e            | Non disputé   | Non disputé  | 4 min 2 s 42 NR  | 4e                                  |          |
| Summer McIntosh                                                               | 800 m nage libre     | 8 min 25 s 11   | 11e           | Non disputé   | Non disputé  | Éliminée         | Éliminée                            |          |
| Katrina Bellio                                                                | 1 500 m nage libre   | 16 min 24 s 37  | 21e           | Non disputé   | Non disputé  | Éliminée         | Éliminée                            |          |
| Kylie Masse                                                                   | 100 m dos            | 58 s 17 OR      | 3e            | 58 s 9        | 2e           | 57 s 72          | Médaille d'argent, Jeux olympiques  |          |
| Taylor Ruck                                                                   | 100 m dos            | 59 s 89         | 11e           | 59 s 45       | 9e           | Éliminée         | Éliminée                            |          |
| Kylie Masse                                                                   | 100 m dos            | 2 min 8 s 23    | 2e            | 2 min 7 s 82  | 4e           | 2 min 5 s 42 NR  | Médaille d'argent, Jeux olympiques  |          |
| Taylor Ruck                                                                   | 100 m dos            | 2 min 8 s 87    | 6e            | 2 min 8 s 73  | 7e           | 2 min 8 s 24     | 6e                                  |          |
| Kierra Smith                                                                  | 100 m brasse         | 1 min 7 s 87    | 24e           | Éliminée      | Éliminée     | Éliminée         | Éliminée                            |          |
| Kelsey Wog                                                                    | 100 m brasse         | 1 min 7 s 73    | 23e           | Éliminée      | Éliminée     | Éliminée         | Éliminée                            |          |
| Kelsey Wog                                                                    | 200 m brasse         | 2 min 24 s 27   | 16e           | Disqualifiée  | Disqualifiée | Éliminée         | Éliminée                            |          |
| Sydney Pickrem                                                                | 200 m brasse         | Forfait         | Forfait       | Éliminée      | Éliminée     | Éliminée         | Éliminée                            |          |
| Margaret MacNeil                                                              | 100 m papillon       | 56 s 55         | 5e            | 56 s 56       | 6e           | 55 s 59 AM       | Médaille d'or, Jeux olympiques      |          |
| Katerine Savard                                                               | 100 m papillon       | 57 s 51         | 11e           | 58 s 10       | 16e          | Éliminée         | Éliminée                            |          |
| Bailey Andison                                                                | 200 m 4 nages        | 2 min 12 s 52   | 18e           | Éliminée      | Éliminée     | Éliminée         | Éliminée                            |          |
| Sydney Pickrem                                                                | 200 m 4 nages        | 2 min 10 s 13   | 6e            | 2 min 9 s 94  | 6e           | 2 min 10 s 5     | 6e                                  |          |
| Sydney Pickrem                                                                | 200 m 4 nages        | 400 m 4 nages   | Forfait       | Forfait       | Non disputé  | Non disputé      | Éliminée                            | Éliminée |
| Tessa Cieplucha                                                               | 200 m 4 nages        | 400 m 4 nages   | 4 min 44 s 54 | 14e           | Non disputé  | Non disputé      | Éliminée                            | Éliminée |
| Margaret MacNeil Penny Oleksiak Kayla Sanchez Rebecca Smith Taylor Ruck       | 4 × 100 m nage libre | 3 min 33 s 72   | 3e            | Non disputé   | Non disputé  | 3 min 32 s 78    | Médaille d'argent, Jeux olympiques  |          |
| Summer McIntosh Penny Oleksiak Kayla Sanchez Rebecca Smith Mary-Sophie Harvey | 4 × 200 m nage libre | 7 min 51 s 52   | 4e            | Non disputé   | Non disputé  | 7 min 43 s 77 NR | 4e                                  |          |
| Margaret MacNeil Kylie Masse Penny Oleksiak Sydney Pickrem Taylor Ruck        | 4 × 100 m 4 nages    | 3 min 55 s 17   | 1re           | Non disputé   | Non disputé  | 3 min 52 s 60    | Médaille de bronze, Jeux olympiques |          |
| Kate Sanderson                                                                | 10 km en eau libre   | Non disputé     | Non disputé   | Non disputé   | Non disputé  | 2 h 4 min 59 s 1 | 18e                                 |          |

| Athlète                                                        | Épreuve           | Séries        | Séries | Finale   | Finale   |
| Athlète                                                        | Épreuve           | Temps         | Rang   | Temps    | Rang     |
| -------------------------------------------------------------- | ----------------- | ------------- | ------ | -------- | -------- |
| Javier Acevedo Gabe Mastromatteo Katerine Savard Rebecca Smith | 4 × 100 m 4 nages | 3 min 46 s 54 | 13e    | Éliminés | Éliminés |

### Natation synchronisée
| Athlètes | Compétition | Programme libre (qualifications) | Programme libre (qualifications) | Programme technique | Programme technique       | Programme technique | Programme libre (finale) | Programme libre (finale)  | Programme libre (finale) |
| Athlètes | Compétition | Points                           | Rang                             | Points              | Total (technique + libre) | Rang                | Points                   | Total (technique + libre) | Rang                     |
| --- | ----------- | -------------------------------- | -------------------------------- | ------------------- | ------------------------- | ------------------- | ------------------------ | ------------------------- | ------------------------ |
| Claudia Holzner Jacqueline Simoneau                                                                                                   | Duo         | 91,2333                          | 5e                               | 91,4798             | 182,7131                  | 5e                  | 93,0000                  | 184,4798                  | 5e                       |
| Emily Armstrong Rosalie Boissonneault Andrée-Anne Côté Camille Fiola-Dion Claudia Holzner Audrey Joly Halle Pratt Jacqueline Simoneau | Ballet      | Non disputé                      | Non disputé                      | 91,4992             | -                         | 5e                  | 92,5333                  | 184,0325                  | 6e                       |

### Plongeon
| Athlète                                | Compétition                             | Éliminatoires | Éliminatoires | Demi-finale | Demi-finale | Finale   | Finale                             |
| Athlète                                | Compétition                             | Points        | Rang          | Points      | Rang        | Points   | Rang                               |
| -------------------------------------- | --------------------------------------- | ------------- | ------------- | ----------- | ----------- | -------- | ---------------------------------- |
| Cédric Fofana                          | Tremplin à 3 mètres hommes              | 225,35        | 29e           | Éliminé     | Éliminé     | Éliminé  | Éliminé                            |
| Rylan Wiens                            | Haut-vol à 10 mètres hommes             | 366,70        | 19e           | Éliminé     | Éliminé     | Éliminé  | Éliminé                            |
| Nathan Zsombor-Murray                  | Haut-vol à 10 mètres hommes             | 443,85        | 5e            | 397,85      | 13e         | Éliminé  | Éliminé                            |
| Vincent Riendeau Nathan Zsombor-Murray | Haut-vol à 10 mètres synchronisé hommes | Non disputé   | Non disputé   | Non disputé | Non disputé | 405,00   | 5e                                 |
| Jennifer Abel                          | Tremplin à 3 mètres femmes              | 332,40        | 3e            | 341,40      | 3e          | 297,45   | 8e                                 |
| Pamela Ware                            | Tremplin à 3 mètres femmes              | 330,10        | 4e            | 245,10      | 18e         | Éliminée | Éliminée                           |
| Meaghan Benfeito                       | Haut-vol à 10 mètres femmes             | 331,85        | 5e            | 296,40      | 13e         | Éliminée | Éliminée                           |
| Celina Toth                            | Haut-vol à 10 mètres femmes             | 261,40        | 23e           | Éliminée    | Éliminée    | Éliminée | Éliminée                           |
| Jennifer Abel Mélissa Citrini-Beaulieu | Tremplin à 3 mètres synchronisé femmes  | Non disputé   | Non disputé   | Non disputé | Non disputé | 300,78   | Médaille d'argent, Jeux olympiques |
| Meaghan Benfeito Caeli McKay           | Haut-vol à 10 mètres synchronisé femmes | Non disputé   | Non disputé   | Non disputé | Non disputé | 299,16   | 4e                                 |

### Rugby à sept
| Compétition      | Phase de groupe              | Phase de groupe     | Phase de groupe      | Phase de groupe | Quart de finale / MC           | Demi-finale / MC         | Finale / 3e / MC       | Finale / 3e / MC |
| Compétition      | Adversaire Score             | Opposition Score    | Opposition Score     | Rang            | Opposition Score               | Opposition Score         | Opposition Score       | Rang             |
| ---------------- | ---------------------------- | ------------------- | -------------------- | --------------- | ------------------------------ | ------------------------ | ---------------------- | ---------------- |
| Tournoi masculin | Grande-Bretagne Défaite 0-24 | Fidji Défaite 14-28 | Japon Victoire 36-12 | 3e              | Nouvelle-Zélande Défaite 10-21 | États-Unis Défaite 14-21 | Australie Défaite 7-26 | 8e               |
| Tournoi féminin  | Brésil Victoire 33-0         | Fidji Défaite 12-26 | France Défaite 0-31  | 3e              | Non disputé                    | Brésil Victoire 45-0     | Kenya Victoire 24-10   | 9e               |

### Skateboard
| Athlète       | Compétition   | Rounds | Rounds | Finale   | Finale   |
| Athlète       | Compétition   | Points | Rang   | Points   | Rang     |
| ------------- | ------------- | ------ | ------ | -------- | -------- |
| Andy Anderson | Park hommes   | 60,78  | 16e    | Éliminé  | Éliminé  |
| Matt Berger   | Street hommes | 4,02   | 20e    | Éliminé  | Éliminé  |
| Micky Papa    | Street hommes | 30,39  | 10e    | Éliminé  | Éliminé  |
| Annie Guglia  | Street femmes | 3,35   | 19e    | Éliminée | Éliminée |

### Softball
| Tour préliminaire    | Tour préliminaire      | Tour préliminaire      | Tour préliminaire   | Tour préliminaire   | Tour préliminaire | Finale / 3e place    | Finale / 3e place                   |
| Adversaire Résultat  | Adversaire Résultat    | Adversaire Résultat    | Adversaire Résultat | Adversaire Résultat | Rang              | Adversaire Résultat  | Rang                                |
| -------------------- | ---------------------- | ---------------------- | ------------------- | ------------------- | ----------------- | -------------------- | ----------------------------------- |
| Mexique Victoire 4-0 | États-Unis Défaite 0-1 | Australie Victoire 7-1 | Japon Défaite 0-1   | Italie Victoire 8-1 | 3e                | Mexique Victoire 3-2 | Médaille de bronze, Jeux olympiques |

### Taekwondo
| Athlète     | Compétition    | Huitièmes de finale  | Quarts de finale    | Demi-finales        | Repêchage           | Finale / MB         | Finale / MB |
| Athlète     | Compétition    | Adversaire Résultat  | Adversaire Résultat | Adversaire Résultat | Adversaire Résultat | Adversaire Résultat | Rang        |
| ----------- | -------------- | -------------------- | ------------------- | ------------------- | ------------------- | ------------------- | ----------- |
| Yvette Yong | Moins de 49 kg | Trương Défaite 5-19  | Éliminée            | Éliminée            | Éliminée            | Éliminée            | 11e         |
| Skylar Park | Moins de 57 kg | Hymer Victoire 25-15 | Lo Défaite 6-18     | Éliminée            | Éliminée            | Éliminée            | 9e          |

### Tennis
| Athlète                                  | Épreuve          | 1/32e de finale                   | 1/16e de finale                     | 1/8e de finale                       | Quarts de finale    | Demi-finales        | Finale / MB         | Finale / MB |
| Athlète                                  | Épreuve          | Adversaire Résultat               | Adversaire Résultat                 | Adversaire Résultat                  | Adversaire Résultat | Adversaire Résultat | Adversaire Résultat | Rang        |
| ---------------------------------------- | ---------------- | --------------------------------- | ----------------------------------- | ------------------------------------ | ------------------- | ------------------- | ------------------- | ----------- |
| Félix Auger-Aliassime                    | Simple messieurs | Purcell Défaite 4-6, 6-72         | Éliminé                             | Éliminé                              | Éliminé             | Éliminé             | Éliminé             | 33e         |
| Leylah Fernandez                         | Simple dames     | Yastremska Victoire 6-3, 3-6, 6-0 | Krejčíková Défaite 2-6, 4-6         | Éliminée                             | Éliminée            | Éliminée            | Éliminée            | 17e         |
| Gabriela Dabrowski Sharon Fichman        | Double dames     | Non disputé                       | Pigossi / Stefani Défaite 6-73, 4-6 | Éliminées                            | Éliminées           | Éliminées           | Éliminées           | 17e         |
| Gabriela Dabrowski Félix Auger-Aliassime | Double mixte     | Non disputé                       | Non disputé                         | Sákkari / Tsitsipás Défaite 3-6, 4-6 | Éliminés            | Éliminés            | Éliminés            | 9e          |

### Tennis de table
| Athlète(s)           | Compétition      | Tour préliminaire | 1er tour          | 2e tour              | 3e tour            | 4e tour              | Quarts de finale | Demi-finales     | Finale           | Finale |
| Athlète(s)           | Compétition      | Adversaire Score  | Adversaire Score  | Adversaire Score     | Adversaire Score   | Adversaire Score     | Adversaire Score | Adversaire Score | Adversaire Score | Rang   |
| -------------------- | ---------------- | ----------------- | ----------------- | -------------------- | ------------------ | -------------------- | ---------------- | ---------------- | ---------------- | ------ |
| Jeremy Hazin         | Simple messieurs | Exempté           | Tokič Défaite 0-4 | Éliminé              | Éliminé            | Éliminé              | Éliminé          | Éliminé          | Éliminé          | 49e    |
| Zhang Mo             | Simple dames     | Exemptée          | Exemptée          | Noskova Victoire 4-3 | Solja Victoire 4-3 | Chen Défaite 1-4     | Éliminée         | Éliminée         | Éliminée         | 9e     |
| Eugene Wang Zhang Mo | Double mixte     | Non disputé       | Non disputé       | Non disputé          | Non disputé        | Xu / Liu Défaite 1-4 | Éliminés         | Éliminés         | Éliminés         | 9e     |

### Tir
| Athlète      | Compétition                  | Qualification | Qualification | Finale   | Finale   |
| Athlète      | Compétition                  | Points        | Rang          | Points   | Rang     |
| ------------ | ---------------------------- | ------------- | ------------- | -------- | -------- |
| Lynda Kiejko | Pistolet à air comprimé 10 m | 558-9x        | 47e           | Éliminée | Éliminée |
| Lynda Kiejko | Pistolet à 25 m,             | 564-13x       | 42e           | Éliminée | Éliminée |

### Tir à l'arc
| Athlète                          | Compétition        | Tour préliminaire | Tour préliminaire | 1er tour           | 2e tour            | 3e tour              | Quarts de finale | Demi-finales     | Finale / 3e place | Finale / 3e place |
| Athlète                          | Compétition        | Score             | Rang              | Adversaire Score   | Adversaire Score   | Adversaire Score     | Adversaire Score | Adversaire Score | Adversaire Score  | Rang              |
| -------------------------------- | ------------------ | ----------------- | ----------------- | ------------------ | ------------------ | -------------------- | ---------------- | ---------------- | ----------------- | ----------------- |
| Crispin Duenas                   | Individuel hommes, | 665               | 16e               | Olaru Victoire 6-0 | Shana Victoire 6-4 | Kahllund Défaite 2-6 | Éliminé          | Éliminé          | Éliminé           | 9e                |
| Stephanie Barrett                | Individuel femmes, | 630               | 46e               | Anagöz Défaite 2-6 | Éliminée           | Éliminée             | Éliminée         | Éliminée         | Éliminée          | 33e               |
| Crispin Duenas Stephanie Barrett | Par équipe mixte   | 1 295             | 17e               | Non disputé        | Non disputé        | Non qualifiés        | Non qualifiés    | Non qualifiés    | Non qualifiés     | 17e               |

### Triathlon
| Athlète          | Compétition | Natation (1,5 km) | Transition 1 | Vélo (40 km)    | Transition 2    | Course (10 km)  | Temps           | Résultat        |
| ---------------- | ----------- | ----------------- | ------------ | --------------- | --------------- | --------------- | --------------- | --------------- |
| Tyler Mislawchuk | Hommes      | 17 min 50 s       | 39 s         | 56 min 35 s     | 29 s            | 30 min 55 s     | 1 h 46 min 28 s | 15e             |
| Matthew Sharpe   | Hommes      | 18 min 35 s       | 39 s         | 56 min 31 s     | 34 s            | 41 min 50 s     | 1 h 57 min 32 s | 49e             |
| Joanna Brown     | Femmes      | 19 min 15 s       | 42 s         | Concède un tour | Concède un tour | Concède un tour | Concède un tour | Concède un tour |
| Amélie Kretz     | Femmes      | 19 min 39 s       | 44 s         | 1 h 4 min 56 s  | 33 s            | 34 min 41 s     | 2 h 0 min 33 s  | 15e             |

| Athlète        | Natation (250 m) | Transition 1 | Vélo (7 km) | Transition 2 | Course (1,5 km) | Temps           | Résultat |
| -------------- | ---------------- | ------------ | ----------- | ------------ | --------------- | --------------- | -------- |
| Alexis Lepage  | 3 min 57 s       | 36 s         | 10 min 11 s | 30 s         | 6 min 17 s      | 21 min 31 s     | -        |
| Matthew Sharpe | 4 min 7 s        | 37 s         | 9 min 28 s  | 32 s         | 6 min 6 s       | 20 min 50 s     | -        |
| Joanna Brown   | 4 min 3 s        | 44 s         | 10 min 21 s | 32 s         | 6 min 40 s      | 22 min 20 s     | -        |
| Amélie Kretz   | 4 min 33 s       | 40 s         | 10 min 36 s | 31 s         | 6 min 20 s      | 22 min 40 s     | -        |
| Total          | -                | -            | -           | -            | -               | 1 h 27 min 21 s | 15e      |

### Voile
| Athlète                          | Compétition         | Régate | Régate | Régate | Régate | Régate | Régate | Régate | Régate | Régate | Régate | Régate      | Régate      | Régate | Total net | Rang final |
| Athlète                          | Compétition         | 1      | 2      | 3      | 4      | 5      | 6      | 7      | 8      | 9      | 10     | 11          | 12          | CM     | Total net | Rang final |
| -------------------------------- | ------------------- | ------ | ------ | ------ | ------ | ------ | ------ | ------ | ------ | ------ | ------ | ----------- | ----------- | ------ | --------- | ---------- |
| Tom Ramshaw                      | Finn hommes         | 13     | 7      | 11     | 14     | 10     | 13     | 2      | 9      | 13     | 2      | Non disputé | Non disputé | 7      | 94        | 10e        |
| Oliver Bone Jacob Saunders       | 470 hommes          | 12     | 17     | 16     | 16     | 7      | 15     | 16     | 12     | 17     | 14     | Non disputé | Non disputé | EL     | 125       | 17e        |
| Evan DePaul William Jones        | 49er hommes         | 19     | 19     | 20     | 16     | 16     | 12     | 18     | 17     | 12     | 13     | 18          | 19          | EL     | 179       | 19e        |
| Nikola Girke                     | RS:X femmes         | 25     | 23     | 22     | 24     | 21     | 20     | 23     | 23     | 22     | 25     | 21          | 20          | EL     | 224       | 23e        |
| Sarah Douglas                    | Laser Radial femmes | 18     | 4      | 4      | 26     | 8      | 24     | 13     | 5      | 4      | 2      | Non disputé | Non disputé | 9      | 100       | 6e         |
| Mariah Millen Alexandra Ten Hove | 49er FX femmes      | 18     | 7      | 15     | 16     | 15     | 15     | 10     | 12     | 4      | 13     | 16          | 17          | EL     | 138       | 16e        |

### Volley-ball

#### Beach-volley
| Athlètes                           | Tour préliminaire                      | Tour préliminaire                      | Tour préliminaire                            | Tour préliminaire | 1/8e de finale                              | Quarts de finale                                  | Demi-finales     | Finale / 3e place | Rang |
| Athlètes                           | Adversaire Score                       | Adversaire Score                       | Adversaire Score                             | Rang              | Adversaire Score                            | Adversaire Score                                  | Adversaire Score | Adversaire Score  | Rang |
| ---------------------------------- | -------------------------------------- | -------------------------------------- | -------------------------------------------- | ----------------- | ------------------------------------------- | ------------------------------------------------- | ---------------- | ----------------- | ---- |
| Heather Bansley Brandie Wilkerson  | Wang / Xia Défaite 21–18, 15–21, 11–15 | Gallay / Pereyra Victoire 22–20, 21–12 | Bednarczuk / Lisboa Défaite 8–21, 18–21      | 3e                | Claes / Sponcil Victoire 2–24, 21–18, 15–13 | Graudiņa / Kravčenoka Défaite 13–21, 21–18, 11–15 | Éliminées        | Éliminées         | 5e   |
| Melissa Humana-Paredes Sarah Pavan | Schoon / Stam Victoire 21–16, 21–14    | Borger / Sude Victoire 21–17, 21–14    | Heidrich / Vergé-Dépré Victoire 21–13, 24–22 | 1re               | Fernández / Baquerizo Victoire 21–13, 21–13 | del Solar / Clancy Défaite 15–21, 21–19, 12–15    | Éliminées        | Éliminées         | 5e   |

#### Volley-ball (indoor)
| Phase de groupe    | Phase de groupe   | Phase de groupe   | Phase de groupe        | Phase de groupe     | Phase de groupe | Quart de finale  | Demi-finale      | Finale / 3e place | Rang |
| Adversaire Score   | Adversaire Score  | Adversaire Score  | Adversaire Score       | Adversaire Score    | Rang            | Adversaire Score | Adversaire Score | Adversaire Score  | Rang |
| ------------------ | ----------------- | ----------------- | ---------------------- | ------------------- | --------------- | ---------------- | ---------------- | ----------------- | ---- |
| Italie Défaite 2-3 | Japon Défaite 1-3 | Iran Victoire 3-0 | Venezuela Victoire 3-0 | Pologne Défaite 0-3 | 4e              | ROC Défaite 0-3  | Éliminés         | Éliminés          | 8e   |

### Water-polo
| Phase de groupe       | Phase de groupe       | Phase de groupe              | Phase de groupe        | Phase de groupe | Quart de finale         | Classement              | 7e place            | 7e place |
| Adversaire Score      | Adversaire Score      | Adversaire Score             | Adversaire Score       | Rang            | Adversaire Score        | Adversaire Score        | Adversaire Score    | Rang     |
| --------------------- | --------------------- | ---------------------------- | ---------------------- | --------------- | ----------------------- | ----------------------- | ------------------- | -------- |
| Australie Défaite 5-8 | Espagne Défaite 10-14 | Afrique du Sud Victoire 21-1 | Pays-Bas Défaite 12-16 | 4e              | États-Unis Défaite 5-16 | Australie Défaite 12-14 | Chine Victoire 16-7 | 7e       |